# Liga de Campeones de la UEFA 2006-07
La Liga de Campeones de la UEFA 2006-07 fue la 52.ª edición en la historia de la competición. Se disputó entre julio de 2006 y mayo de 2007, con la participación inicial de 73 equipos, representantes de 49 federaciones nacionales diferentes.
Para establecer la composición de la fase final de la competición se disputaron tres rondas previas, que comenzaron el 11 de julio de 2006, y de las cuales salieron victoriosos 16 equipos que se unieron así a los otros 16 clasificados directamente para la fase final.
La fase final de la competición dio inicio en septiembre de 2006.
El campeón final del torneo fue el Milan, después de derrotar al Liverpool el 23 de mayo en el Estadio Olímpico de Atenas, merced a dos goles de su delantero Filippo Inzaghi para acabar con un resultado final de 2-1. Para los italianos suponía su séptima victoria en la máxima competición europea, quedando a dos títulos del Real Madrid, que acumulaba un total de nueve, distanciándose de las cinco logradas por el propio Liverpool y el mérito de representar a Europa en la Copa Mundial de Clubes de la FIFA 2007. También clasificó a la Supercopa de Europa 2007.  
La temporada comenzó salpicada por el escándalo de manipulación de partidos por parte de equipos italianos conocido como Calciopoli, entre los que se incluía al Milan, lo cual originó que hubiese dudas acerca de si iba a poder disputar la Liga de Campeones, para la que tenía una plaza directa inicialmente. La sanción final se limitó a hacerle disputar las eliminatorias previas, comenzando desde la tercera ronda, decisión que a la postre le permitiría proclamarse vencedor.

## Rondas previas de clasificación
En las rondas previas de clasificación participaron un total de 57 equipos. 22 de ellos clasificados para la primera ronda, de los que pasarían 11 y se unirían a otros 17 para formar 14 emparejamientos de segunda ronda. Los 14 equipos clasificados más los 16 que entrasen directamente a la tercera ronda formarían los últimos emparejamientos, de los que saldrían los 16 equipos clasificados en última instancia para la fase final del torneo. Los 16 equipos eliminados en esta última ronda pasaron a participar en la primera fase de la Copa de la UEFA 2006-07.

### Primera ronda
Para la primera ronda se clasificaron los campeones de las 22 ligas con coeficientes UEFA más bajos según el ranking de 2005. El sorteo de los emparejamientos se efectuó en Nyon (Suiza), el 23 de junio de 2006. Los enfrentamientos de ida de las eliminatorias se disputaron los días 11 y 12 de julio, y los partidos de vuelta los días 18 y 19 de julio.
| Equipo local ida      | Resultado | Equipo local vuelta | Ida | Vuelta |
| --------------------- | --------- | ------------------- | --- | ------ |
| KS Elbasani           | 1:3       | FK Ekranas          | 1:0 | 0:3    |
| FC TVMK Tallinn       | 3:4       | FH Hafnarfjörður    | 2:3 | 1:1    |
| FK Liepājas Metalurgs | 2:1       | FC Aktobe           | 1:0 | 1:1    |
| MyPa                  | 2:0       | The New Saints FC   | 1:0 | 1:0    |
| Cork City FC          | 2:1       | Apollon Limassol    | 1:0 | 1:1    |
| FC Sioni Bolnisi      | 2:1       | FK Baku             | 2:0 | 0:1    |
| F91 Dudelange         | 0:1       | FK Rabotnički       | 0:1 | 0:0    |
| FC Shakhtyor          | 0:2       | NK Široki Brijeg    | 0:1 | 0:1    |
| Birkirkara FC         | 2:5       | B36 Tórshavn        | 0:3 | 2:2    |
| Linfield FC           | 3:5       | ND Gorica           | 1:3 | 2:2    |
| FC Pyunik             | 0:2       | FC Sheriff Tiraspol | 0:0 | 0:2    |

### Segunda ronda

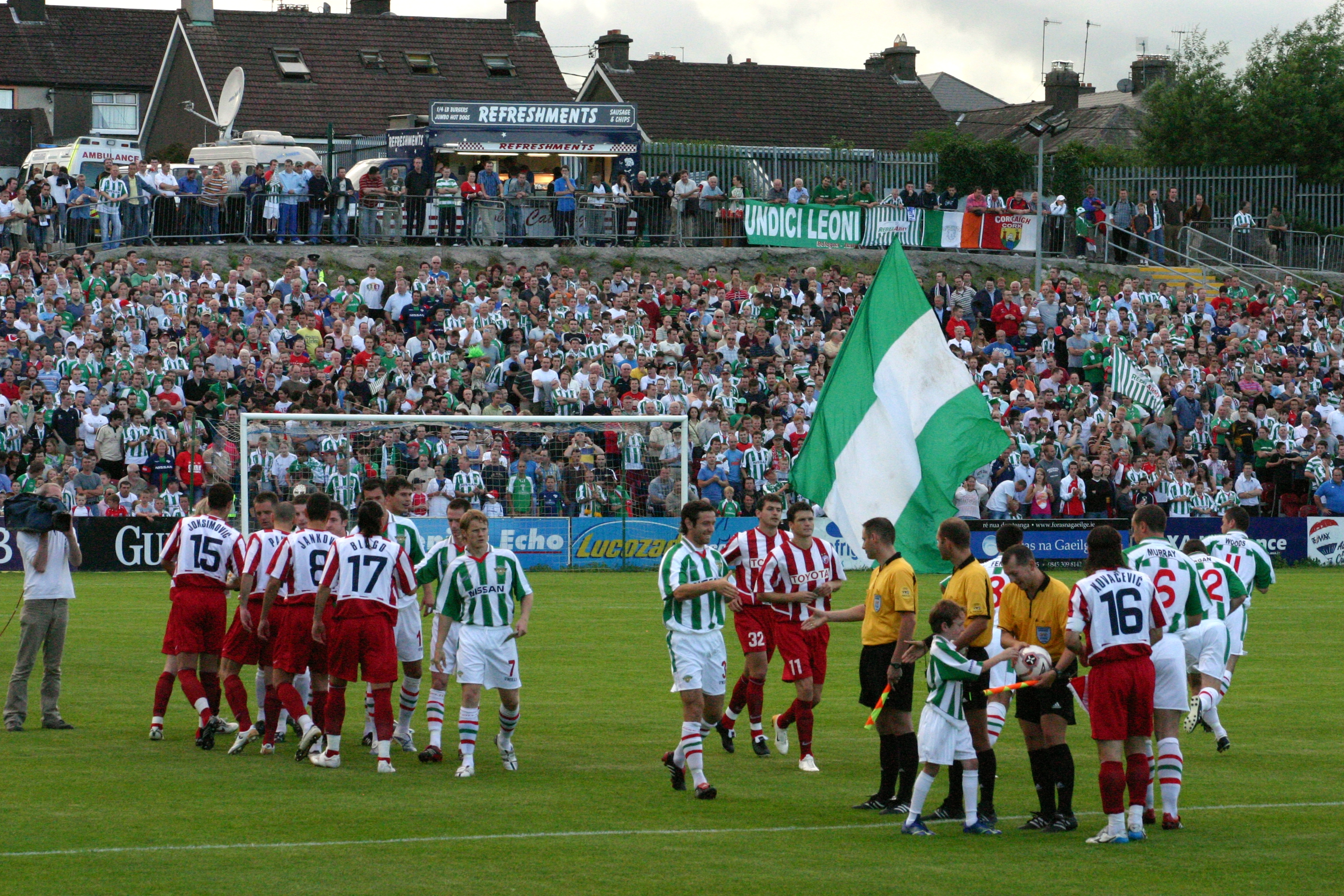
Prolegómenos del partido de ida de la eliminatoria entre el Cork City (verdiblancos) y el Estrella Roja de Belgrado (rojiblancos). Estadio Turners Cross, en Cork, Irlanda.

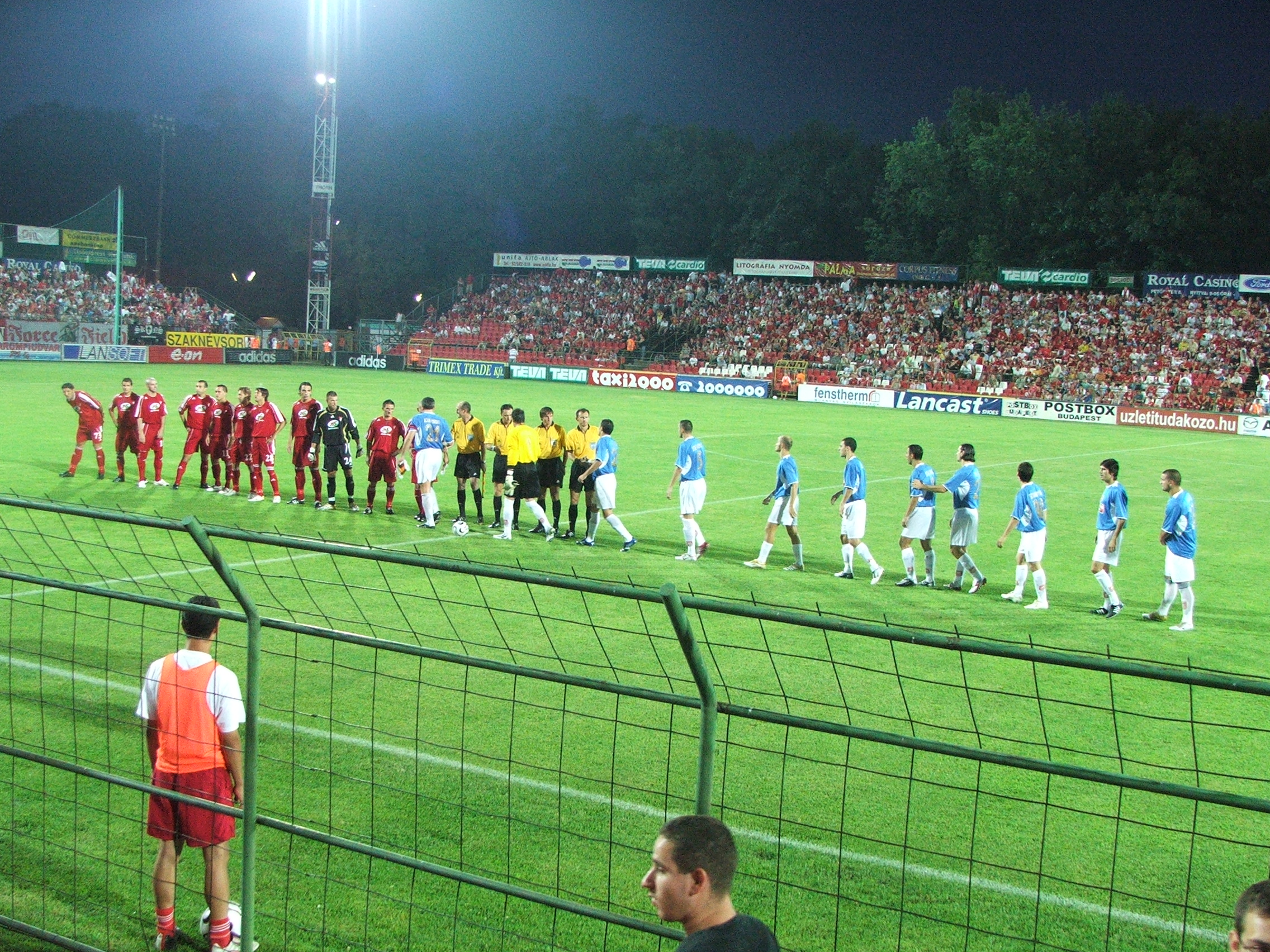
Partido de ida entre el Debreceni (rojos) y el Rabotnicki (blanquiazules). Estadio Oláh Gábor Út, en Debrecen, Hungría.

El mismo sorteo de la primera ronda en Nyon sirvió para decidir los emparejamientos de segunda ronda. Los equipos clasificados fueron los 11 campeones de las ligas situadas entre los puestos 17 y 27 del ranking UEFA, los 6 subcampeones de las ligas del puesto 10 al 15 y los 11 ganadores de la eliminatoria de primera ronda.
Los partidos de ida se disputaron los días 25 y 26 de julio, y los de vuelta entre el 1 y 2 de agosto de 2006.
| Equipo local ida      | Resultado | Equipo local vuelta | Ida | Vuelta |
| --------------------- | --------- | ------------------- | --- | ------ |
| ND Gorica             | 0:5       | Steaua Bucarest     | 0:2 | 0:3    |
| Levski Sofia          | 4:0       | Sioni Bolnisi       | 2:0 | 2:0    |
| Zürich                | 2:3       | Red Bull Salzburgo  | 2:1 | 0:2    |
| Djurgårdens IF        | 2:3       | MFK Ružomberok      | 1:0 | 1:3    |
| Debreceni             | 2:5       | FK Rabotnički       | 1:1 | 1:4    |
| Cork City             | 0:4       | Estrella Roja       | 0:1 | 0:3    |
| Fenerbahçe            | 9:0       | B36 Tórshavn        | 4:0 | 5:0    |
| Mladá Boleslav        | 5:3       | Vålerenga IF        | 3:1 | 2:2    |
| Sheriff Tiraspol      | 1:1 (v.)  | Spartak Moscú       | 1:1 | 0:0    |
| FK Liepājas Metalurgs | 1:8       | Dinamo Kiev         | 1:4 | 0:4    |
| FH Hafnarfjörður      | 0:3       | Legia de Varsovia   | 0:1 | 0:2    |
| Copenhague            | 4:2       | MyPa                | 2:0 | 2:2    |
| FK Ekranas            | 3:9       | NK Dinamo Zagreb    | 1:4 | 2:5    |
| Heart of Midlothian   | 3:0       | NK Široki Brijeg    | 3:0 | 0:0    |

### Tercera ronda

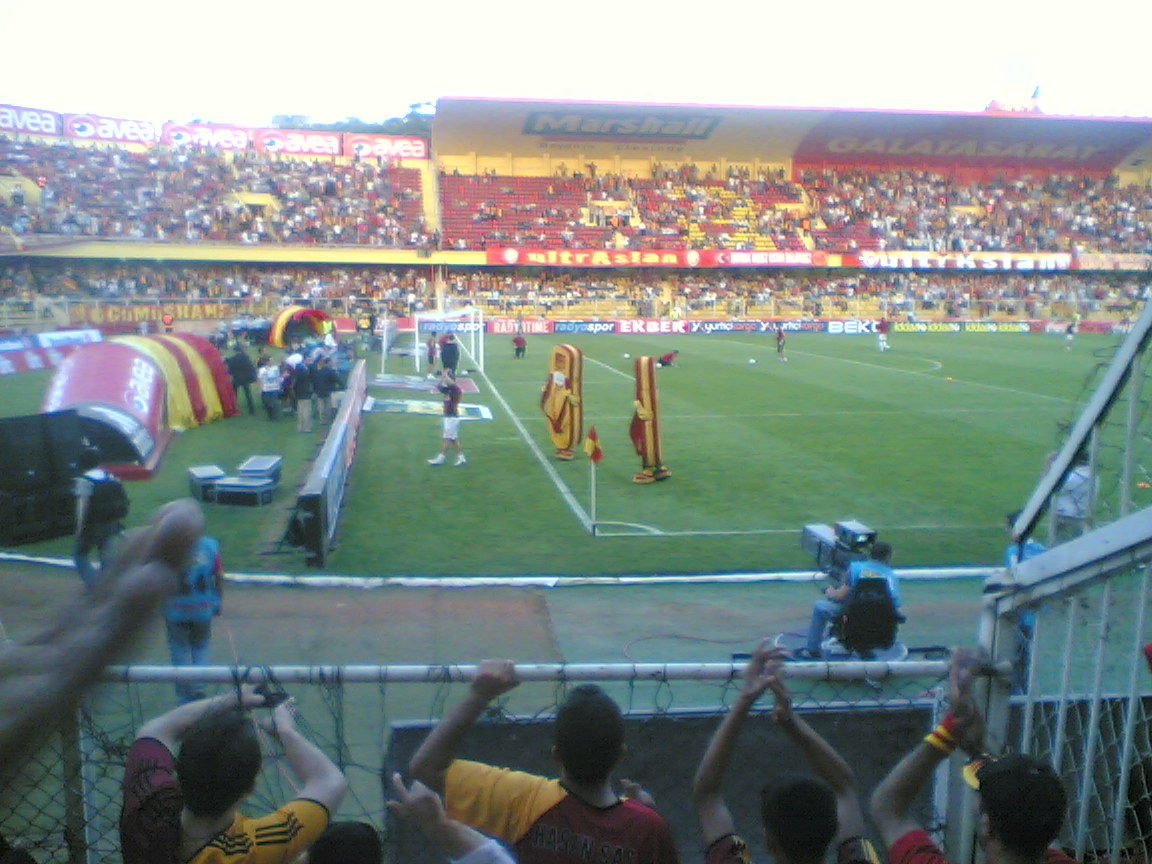
El Galatasaray prácticamente sentenció su clasificación frente al Boleslav en el partido de ida, con un claro 5-2 en su estadio Ali Sami Yen. En la vuelta acabarían 1-1.

Para decidir los enfrentamientos de la última ronda de clasificación se realizó un nuevo sorteo en Nyon, el 28 de julio de 2006. En el sorteo entraron los campeones de las ligas situadas entre los puestos 11 y 16 del ranking UEFA, los subcampeones de las ligas entre el puesto 7 y 9, los terceros clasificados del 1 al 6, los cuartos clasificados del 1 al 3, y los 14 clasificados de la ronda anterior. En el sorteo hubo dos grupos de equipos. Los 16 con mayor coeficiente UEFA de clubes (cabezas de serie) tendrían como rival un equipo no cabeza de serie.
Los partidos de ida se disputaron los días 8 y 9 de agosto, y los de vuelta entre el 22 y 23 de agosto de 2006.
| Equipo local ida    | Resultado | Equipo local vuelta | Ida | Vuelta |
| ------------------- | --------- | ------------------- | --- | ------ |
| Slovan Liberec      | 1:2       | Spartak Moscú       | 0:0 | 1:2    |
| Shajtar Donetsk     | 4:2       | Legia de Varsovia   | 1:0 | 3:2    |
| Red Bull Salzburgo  | 1:3       | Valencia            | 1:0 | 0:3    |
| Levski Sofia        | 4:2       | Chievo Verona       | 2:0 | 2:2    |
| Heart of Midlothian | 1:5       | AEK Atenas          | 1:2 | 0:3    |
| CSKA Moscú          | 5:0       | MFK Ružomberok      | 3:0 | 2:0    |
| Milan               | 3:1       | Estrella Roja       | 1:0 | 2:1    |
| Galatasaray         | 6:3       | Mladá Boleslav      | 5:2 | 1:1    |
| Standard Lieja      | 3:4       | Steaua Bucarest     | 2:2 | 1:2    |
| Austria Viena       | 1:4       | Benfica             | 1:1 | 0:3    |
| Dinamo Zagreb       | 1:5       | Arsenal             | 0:3 | 1:2    |
| Copenhague          | 3:2       | Ajax Ámsterdam      | 1:2 | 2:0    |
| Hamburgo            | (v.) 1:1  | Osasuna             | 0:0 | 1:1    |
| Dinamo Kiev         | 5:3       | Fenerbahçe          | 3:1 | 2:2    |
| Liverpool           | 3:2       | Maccabi Haifa       | 2:1 | 1:1    |
| Lille               | 4:0       | Rabotnički          | 3:0 | 1:0    |

## Fase de grupos
Una vez conocidos los 32 equipos clasificados para la primera fase de la competición, se realizó un sorteo en Mónaco el día 24 de agosto de 2006, para repartirlos en ocho grupos de cuatro equipos cada uno.
En cada grupo todos los equipos se enfrentaron entre sí en un sistema de ida y vuelta. Al finalizar la liguilla, los dos primeros equipos clasificados en cada grupo accedieron a los octavos de final, el tercer clasificado se incorporó a la Copa de la UEFA 2006-07, y el último clasificado quedó apeado de los torneos internacionales.
Si dos o más equipos quedasen empatados a puntos al finalizar la liguilla, se aplicarían los siguientes criterios de desempate según recoge la regularización de la UEFA:
1. Mayor número de puntos obtenidos en los partidos de liguilla disputados por los equipos empatados.
2. Mayor diferencia de goles en los partidos disputados por los equipos empatados.
3. Mayor número de goles anotados fuera de casa en los partidos disputados por los equipos empatados.
4. Mayor diferencia de goles en todos los partidos de la liguilla.
5. Mayor número de goles marcados en todos los partidos de la liguilla.
6. Mayor coeficiente acumulado por los equipos empatados y de sus respectivas federaciones en las últimas cinco temporadas.

La primera jornada se disputó los días 12 y 13 de septiembre de 2006, y la última los días 5 y 6 de diciembre de 2006.

### Grupo A

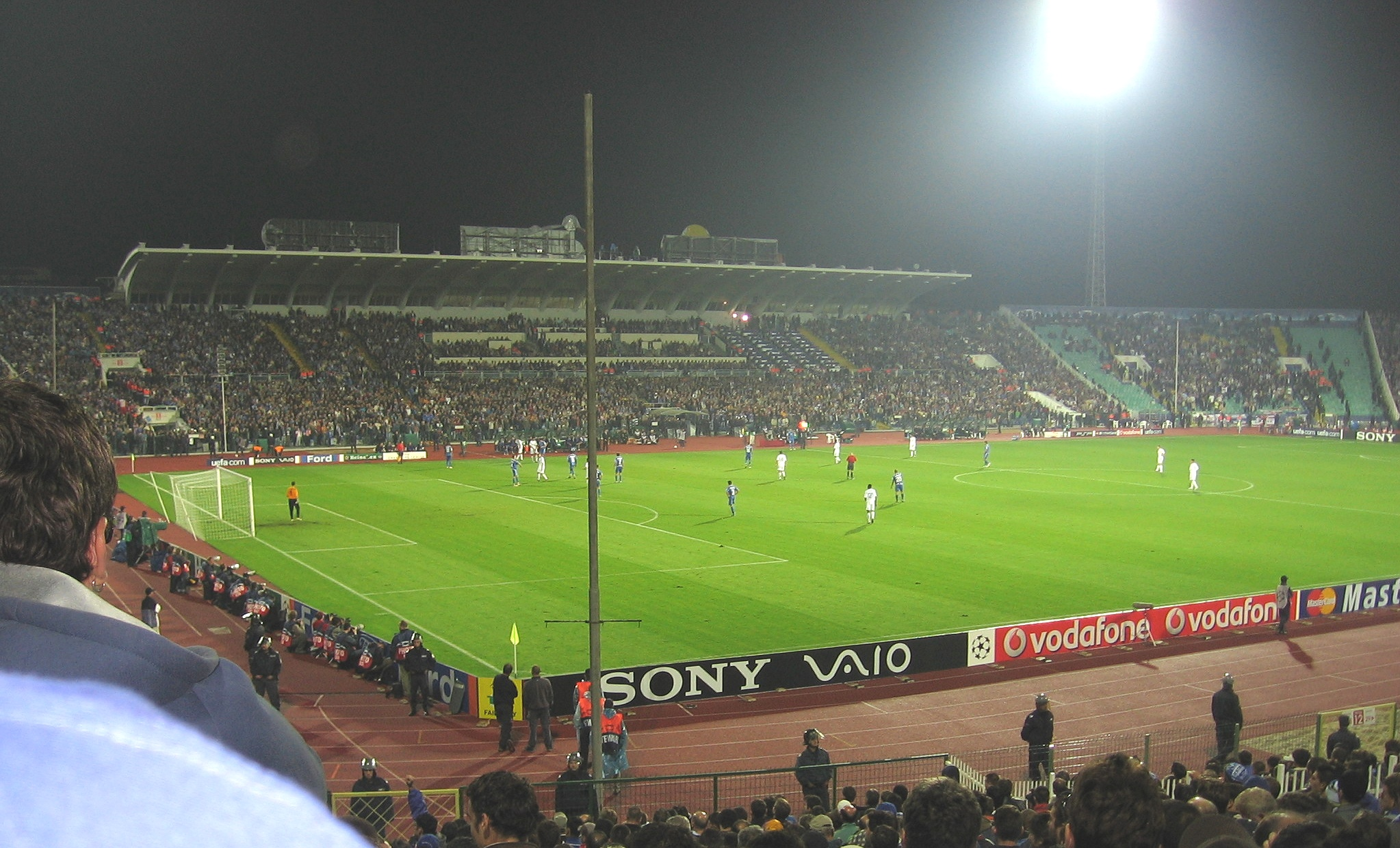
Instante del partido Levski de Sofía 1 - Chelsea 3. A pesar de la derrota, el Levski consiguió su primer gol en la competición.

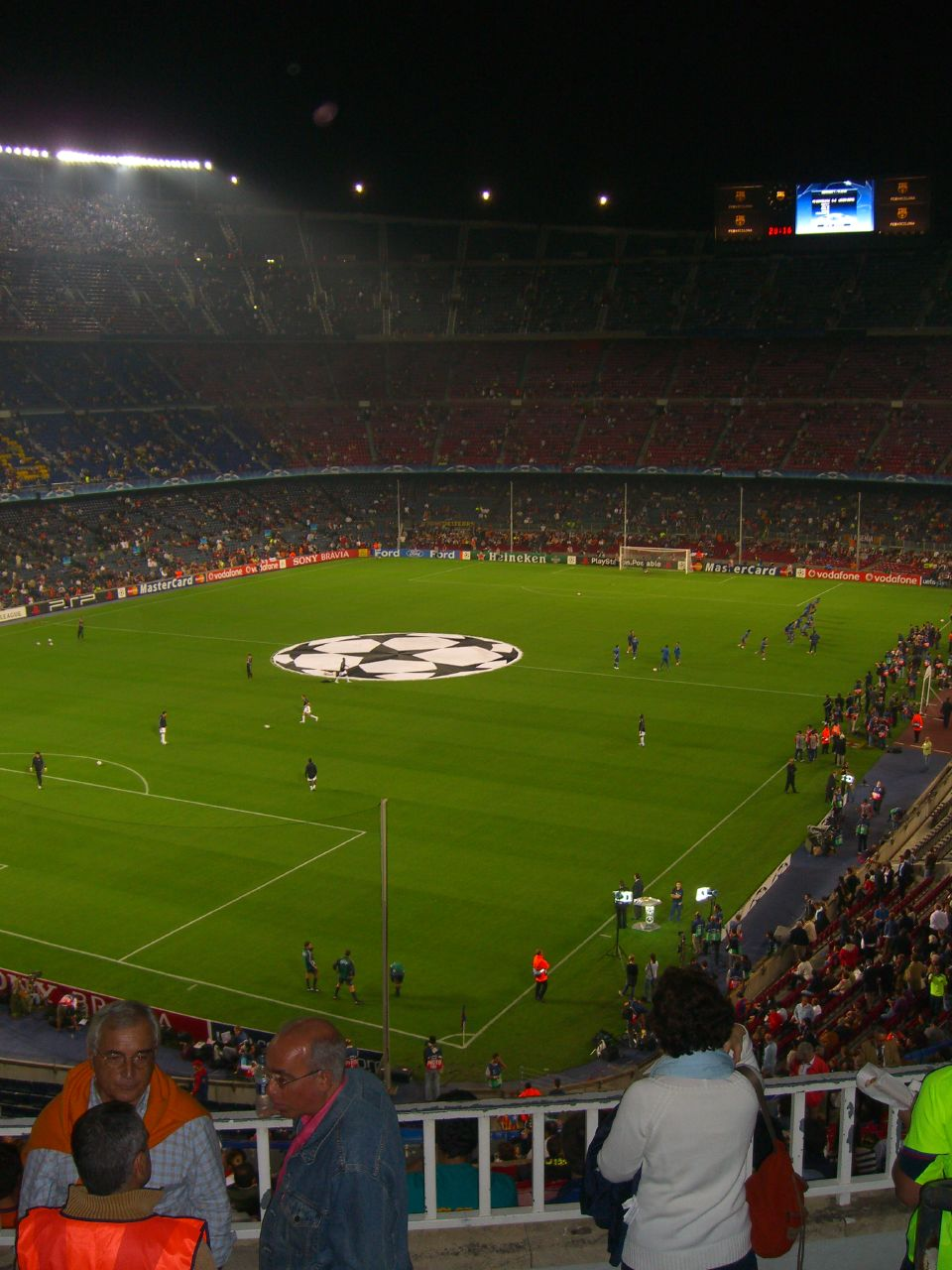
Inicios del partido Barcelona 2 - 2 Chelsea, en el Camp Nou. El Chelsea consiguió empatar en el descuento y prácticamente certificar su clasificación.

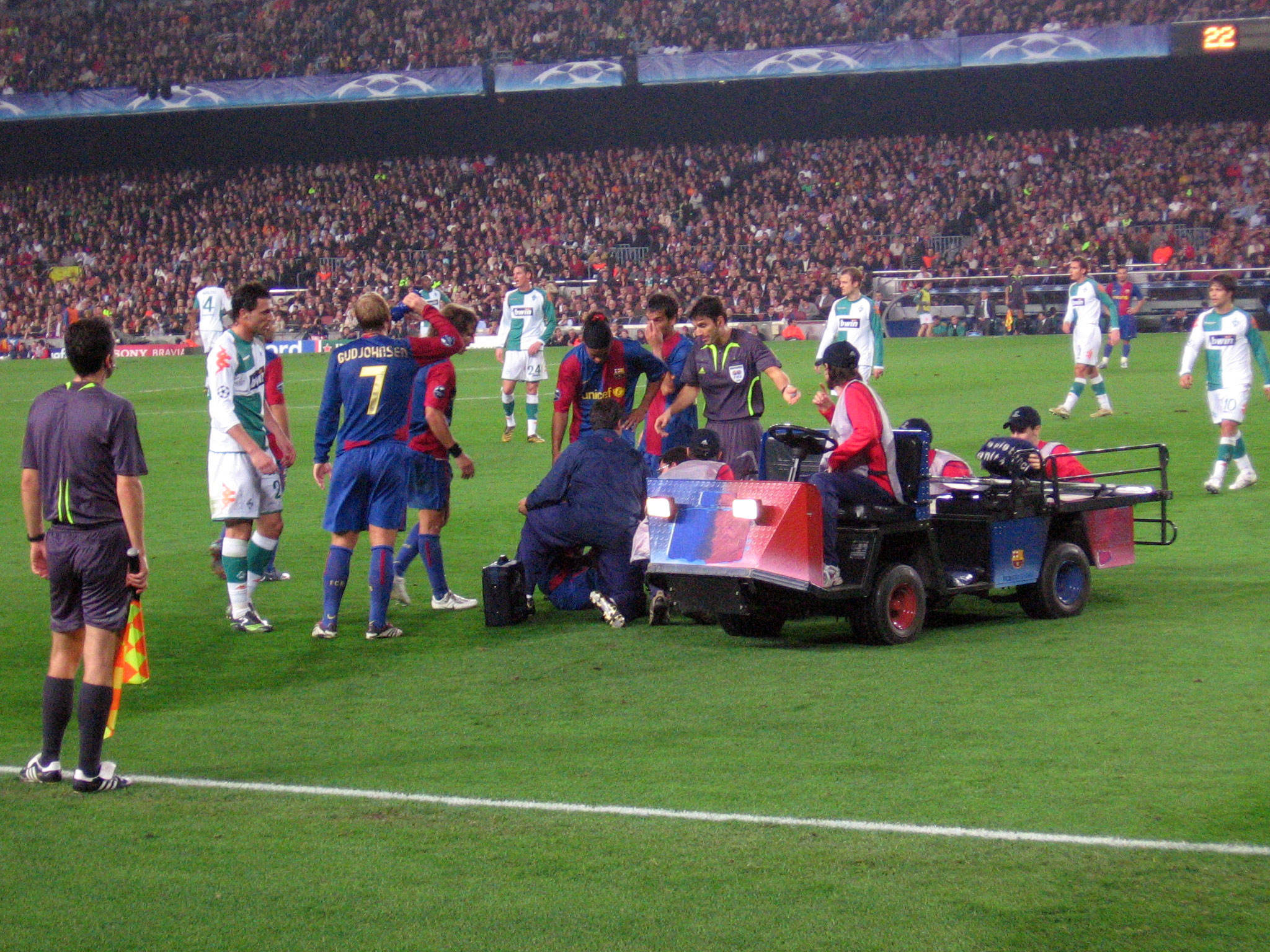
Instante del FC Barcelona - Werder Bremen, en el Camp Nou. El partido decidió la clasificación del Barcelona, en detrimento de los alemanes.

El grupo A fue el que parecía en principio el más complicado de todos, pues en él quedaron encuadrados dos de los grandes favoritos a hacerse con el título europeo, el Barcelona, vigente campeón de la competición, y el Chelsea, gran dominador de la liga inglesa en los últimos años, la única en conseguir clasificar a cuatro conjuntos para la fase final de la competición. A ellos se unieron el Werder Bremen, que llegó a los octavos de final la temporada anterior, y el debutante Levski de Sofía. Esta composición del grupo levantó expectativas, pues el Barcelona y el Chelsea habían creado una gran rivalidad entre ellos, después del emparejamiento de ambos en eliminatorias llenas de polémicas las dos últimas temporadas, con una victoria cada uno. También el Werder Bremen había sido recientemente rival del Barcelona, pues ambos coincidieron en la fase de grupos en 2005.
Los resultados confirmaron la dificultad del grupo, pues el Werder Bremen fue el único equipo en quedar eliminado con diez puntos. Desde los primeros partidos se vio que el Levski era el conjunto con menos posibilidades, de hecho terminó siendo el equipo con peores número de todos los grupos. Por lo que los dos puestos clasificatorios deberían decidirse entre los otros tres equipos. El Chelsea se mostró superior a sus rivales, consiguiendo ganar y sacar un empate en el último minuto al Barcelona, y solo cedió una derrota ante el Werder Bremen con su clasificación prácticamente resuelta. Ello propició que el Barcelona y los alemanes llegaran al último partido, que los enfrentaba entre sí en el Camp Nou, jugándose la clasificación. En este partido el Barcelona se impuso por 2 a 0, consiguiendo así la segunda plaza, y el Werder Bremen se tuvo que conformar con la repesca de la Copa de la UEFA.
| Pos. | Equipo        | Pts. | PJ | G | E | P | GF | GC | Dif. | Clasificación               |
| ---- | ------------- | ---- | -- | - | - | - | -- | -- | ---- | --------------------------- |
| 1    | Chelsea       | 13   | 6  | 4 | 1 | 1 | 10 | 4  | +6   | Acceso a octavos de final   |
| 2    | Barcelona     | 11   | 6  | 3 | 2 | 1 | 12 | 4  | +8   | Acceso a octavos de final   |
| 3    | Werder Bremen | 10   | 6  | 3 | 1 | 2 | 7  | 5  | +2   | Acceso a la Copa de la UEFA |
| 4    | Levksi Sofia  | 0    | 6  | 0 | 0 | 6 | 1  | 17 | −16  |                             |

 Fuente: [cita requerida]
| Fecha            | Lugar                 | Local         | Resultado | Visitante     |
| ---------------- | --------------------- | ------------- | --------- | ------------- |
| 12 de septiembre | Camp Nou              | Barcelona     | 5:0       | Levski Sofia  |
| 12 de septiembre | Stamford Bridge       | Chelsea       | 2:0       | Werder Bremen |
| 27 de septiembre | Nacional Vasil Levski | Levski Sofia  | 1:3       | Chelsea       |
| 27 de septiembre | Weserstadion          | Werder Bremen | 1:1       | Barcelona     |
| 18 de octubre    | Weserstadion          | Werder Bremen | 2:0       | Levski Sofia  |
| 18 de octubre    | Stamford Bridge       | Chelsea       | 1:0       | Barcelona     |
| 31 de octubre    | Nacional Vasil Levski | Levski Sofia  | 0:3       | Werder Bremen |
| 31 de octubre    | Camp Nou              | Barcelona     | 2:2       | Chelsea       |
| 22 de noviembre  | Weserstadion          | Werder Bremen | 1:0       | Chelsea       |
| 22 de noviembre  | Nacional Vasil Levski | Levski Sofia  | 0:2       | Barcelona     |
| 5 de diciembre   | Stamford Bridge       | Chelsea       | 2:0       | Levski Sofia  |
| 5 de diciembre   | Camp Nou              | Barcelona     | 2:0       | Werder Bremen |

### Grupo B
En el grupo B quedaron emparejados los vigentes campeones de Alemania, el Bayern Múnich, y el de Italia, el Inter de Milán. Junto a ellos se encuadró a los que en teoría tendrían que luchar por el tercer lugar, el Sporting de Portugal y el Spartak de Moscú.
Pero el inicio de la competición no fue nada bueno para el Inter de Milán, que perdió sus dos primeros partidos, y vio como el Sporting le adelantaba rápidamente en cuatro puntos y se convertía en favorito para la clasificación. Sin embargo, el Inter consiguió remontar a raíz de su derrota ante el Bayern Múnich, y logró imponerse en sus siguientes tres partidos, sellando su clasificación, junto a la del equipo bávaro. Ambos se enfrentaron en el último partido, con ventaja en la clasificación de los alemanes, jugándose el primer puesto del grupo que les otorgase un sorteo más asequible en octavos de final. El Bayern impuso su ventaja como local en el estadio Allianz Arena, y consiguió el empate que necesitaba. Por otra parte, el Sporting de Portugal parecía tener asegurada su clasificación para la UEFA en su último partido en casa ante el Spartak, pero cayó derrotado por 1-3, y fueron los rusos los que accedieron a la repesca.
| Pos. | Equipo             | Pts. | PJ | G | E | P | GF | GC | Dif. | Clasificación               |
| ---- | ------------------ | ---- | -- | - | - | - | -- | -- | ---- | --------------------------- |
| 1    | Bayern Múnich      | 12   | 6  | 3 | 3 | 0 | 10 | 3  | +7   | Acceso a octavos de final   |
| 2    | Inter de Milán     | 10   | 6  | 3 | 1 | 2 | 5  | 5  | 0    | Acceso a octavos de final   |
| 3    | Spartak de Moscú   | 5    | 6  | 1 | 2 | 3 | 7  | 11 | −4   | Acceso a la Copa de la UEFA |
| 4    | Sporting de Lisboa | 5    | 6  | 1 | 2 | 3 | 3  | 6  | −3   |                             |

 Fuente: [cita requerida]
| Fecha            | Lugar                   | Local                | Resultado | Visita               |
| ---------------- | ----------------------- | -------------------- | --------- | -------------------- |
| 12 de septiembre | Fußball Arena de Múnich | Bayern de Múnich     | 4:0       | Spartak de Moscú     |
| 12 de septiembre | José Alvalade           | Sporting de Portugal | 1:0       | Internazionale       |
| 27 de septiembre | Olímpico de Luzhniki    | Spartak de Moscú     | 1:1       | Sporting de Portugal |
| 27 de septiembre | Giuseppe Meazza         | Internazionale       | 0:2       | Bayern de Múnich     |
| 18 de octubre    | Giuseppe Meazza         | Internazionale       | 2:1       | Spartak de Moscú     |
| 18 de octubre    | José Alvalade           | Sporting de Portugal | 0:1       | Bayern de Múnich     |
| 31 de octubre    | Olímpico de Luzhniki    | Spartak de Moscú     | 0:1       | Internazionale       |
| 31 de octubre    | Fußball Arena de Múnich | Bayern de Múnich     | 0:0       | Sporting de Portugal |
| 22 de noviembre  | Giuseppe Meazza         | Internazionale       | 1:0       | Sporting de Portugal |
| 22 de noviembre  | Olímpico de Luzhniki    | Spartak de Moscú     | 2:2       | Bayern de Múnich     |
| 5 de diciembre   | José Alvalade           | Sporting de Portugal | 1:3       | Spartak de Moscú     |
| 5 de diciembre   | Fußball Arena de Múnich | Bayern de Múnich     | 1:1       | Internazionale       |

### Grupo C

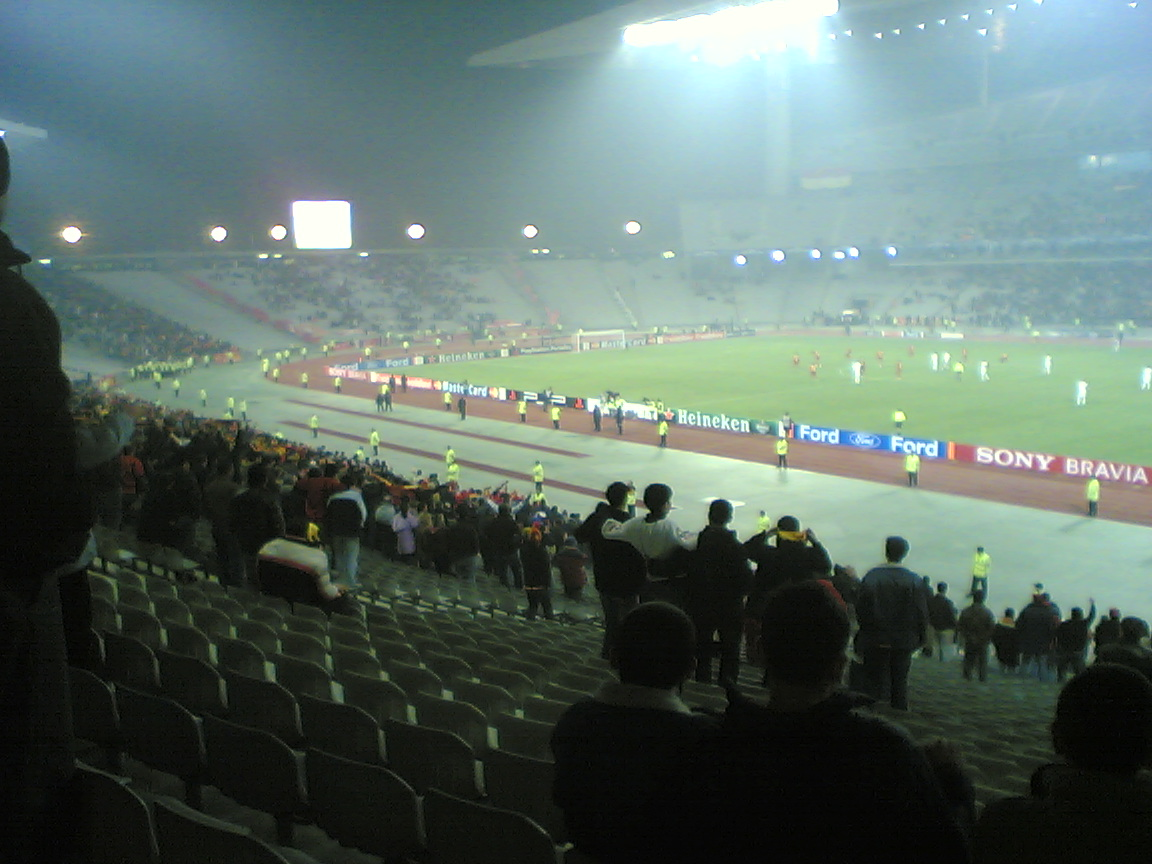
El Galatasaray consiguió su primera victoria en la fase de grupos en el último partido frente al Liverpool, en el Olímpico Atatürk, siendo la única derrota de los ingleses. El Liverpool terminó primero de todas formas, mientras que los turcos fueron últimos.

Los dos cabezas de serie del grupo C fueron el Liverpool y el PSV Eindhoven, dos clásicos de Europa, ambos ganadores del título europeo. Los otros dos equipos que completaron el grupo fueron el Girondins de Bordeaux y el Galatasaray turco. Los dos reaparecían en la competición, tras ausencias pasadas.
Desde los primeros partidos se vio que el Liverpool y el PSV conseguirían la clasificación, aunque faltaba ver en qué orden. El Liverpool le ganó al PSV en Anfield Road, lo que sumado al punto conseguido en tierras neerlandesas, le daba el primer puesto matemático a falta de disputar el último partido. A pesar de la victoria final del Galatasaray frente al Liverpool, no pudo hacer nada por alzarse al tercer puesto, y quedó apenado de las competiciones europeas. La clasificación para la Copa de la UEFA fue finalmente para el Girondins, que consiguió sumar 7 puntos.
| Pos. | Equipo              | Pts. | PJ | G | E | P | GF | GC | Dif. | Clasificación               |
| ---- | ------------------- | ---- | -- | - | - | - | -- | -- | ---- | --------------------------- |
| 1    | Liverpool           | 13   | 6  | 4 | 1 | 1 | 11 | 5  | +6   | Acceso a octavos de final   |
| 2    | PSV Eindhoven       | 10   | 6  | 3 | 1 | 2 | 6  | 6  | 0    | Acceso a octavos de final   |
| 3    | Girondis de Burdeos | 7    | 6  | 2 | 1 | 3 | 6  | 7  | −1   | Acceso a la Copa de la UEFA |
| 4    | Galatasaray         | 4    | 6  | 1 | 1 | 4 | 7  | 12 | −5   |                             |

 Fuente: [cita requerida]
| Fecha            | Lugar                 | Local                 | Resultado | Visita                |
| ---------------- | --------------------- | --------------------- | --------- | --------------------- |
| 12 de septiembre | Olímpico Atatürk      | Galatasaray           | 0:0       | Girondins de Bordeaux |
| 12 de septiembre | Estadio PSV           | PSV Eindhoven         | 0:0       | Liverpool             |
| 27 de septiembre | Jacques Chaban-Delmas | Girondins de Bordeaux | 0:1       | PSV Eindhoven         |
| 27 de septiembre | Anfield Road          | Liverpool             | 3:2       | Galatasaray           |
| 18 de octubre    | Jacques Chaban-Delmas | Girondins de Bordeaux | 0:1       | Liverpool             |
| 18 de octubre    | Olímpico Atatürk      | Galatasaray           | 1:2       | PSV Eindhoven         |
| 31 de octubre    | Anfield Road          | Liverpool             | 3:0       | Girondins de Bordeaux |
| 31 de octubre    | Estadio PSV           | PSV Eindhoven         | 2:0       | Galatasaray           |
| 22 de noviembre  | Anfield Road          | Liverpool             | 2:0       | PSV Eindhoven         |
| 22 de noviembre  | Jacques Chaban-Delmas | Girondins de Bordeaux | 3:1       | Galatasaray           |
| 5 de diciembre   | Estadio PSV           | PSV Eindhoven         | 1:3       | Girondins de Bordeaux |
| 5 de diciembre   | Olímpico Atatürk      | Galatasaray           | 3:2       | Liverpool             |

### Grupo D
En el grupo D reaparecía el Valencia CF, tras un año de ausencia en la Liga de Campeones, y después de pasar la ronda previa de clasificación. Sus rivales en el grupo fueron la AS Roma, el Olympiakos del Pireo y el campeón ucraniano Shajtar Donetsk.
El grupo rápidamente se convirtió en un mano a mano entre españoles e italianos, llevando el Valencia ventaja con su victoria ante los romanos en el Mestalla por 2 a 1. Así, el Valencia pronto se hizo con el primer puesto matemáticamente, antes de disputar el último encuentro en el Olímpico de Roma, al que acudió con una larga lista de lesionados y con varios jóvenes jugadores de su equipo filial. En cambio la Roma sí que tenía en juego su clasificación, la cual pudo resolver venciendo al Valencia por 1 a 0. Por su parte, el Shajtar logró imponerse al Olympiacos en la clasificación a la Copa de la UEFA, y los helenos quedaron eliminados de cualquier competición internacional.
| Pos. | Equipo           | Pts. | PJ | G | E | P | GF | GC | Dif. | Clasificación               |
| ---- | ---------------- | ---- | -- | - | - | - | -- | -- | ---- | --------------------------- |
| 1    | Valencia         | 13   | 6  | 4 | 1 | 1 | 12 | 6  | +6   | Acceso a octavos de final   |
| 2    | Roma             | 10   | 6  | 3 | 1 | 2 | 8  | 4  | +4   | Acceso a octavos de final   |
| 3    | Shakhtar Donetsk | 6    | 6  | 1 | 3 | 2 | 6  | 11 | −5   | Acceso a la Copa de la UEFA |
| 4    | Olympiacos       | 3    | 6  | 0 | 3 | 3 | 6  | 11 | −5   |                             |

 Fuente: [cita requerida]
| Fecha            | Lugar                | Local            | Resultado | Visita           |
| ---------------- | -------------------- | ---------------- | --------- | ---------------- |
| 12 de septiembre | Georgios Karaiskakis | Olympiacos       | 2:4       | Valencia         |
| 12 de septiembre | Olímpico de Roma     | Roma             | 4:0       | Shakhtar Donetsk |
| 27 de septiembre | Mestalla             | Valencia         | 2:1       | Roma             |
| 27 de septiembre | RSK Olympiyskiy      | Shakhtar Donetsk | 2:2       | Olympiacos       |
| 18 de octubre    | Mestalla             | Valencia         | 2:0       | Shakhtar Donetsk |
| 18 de octubre    | Georgios Karaïskákis | Olympiacos       | 0:1       | Roma             |
| 31 de octubre    | RSK Olympiyskiy      | Shakhtar Donetsk | 2:2       | Valencia         |
| 31 de octubre    | Olímpico de Roma     | Roma             | 1:1       | Olympiacos       |
| 22 de noviembre  | RSK Olympiyskiy      | Shakhtar Donetsk | 1:0       | Roma             |
| 22 de noviembre  | Mestalla             | Valencia         | 2:0       | Olympiacos       |
| 5 de diciembre   | Olímpico de Roma     | Roma             | 1:0       | Valencia         |
| 5 de diciembre   | Georgios Karaïskákis | Olympiacos       | 1:1       | Shakhtar Donetsk |

### Grupo E
En el grupo E volvían a encontrarse el Real Madrid y el Olympique de Lyon, después de quedar también encuadradados en el mismo grupo la temporada anterior. En aquella ocasión los franceses se clasificaron en primer lugar del grupo, y el Madrid lo hizo como segundo. El grupo quedó completo con el Dynamo de Kiev y el Steaua de Bucarest, viejo campeón de la Copa de Europa que reaparecía tras una larga temporada ausente, y después de haber llegada hasta las semifinales de la Copa de la UEFA en la temporada 2005-06.
Como ocurrió un año antes, el Real Madrid abrió la competición visitando el estadio Gerland del Olympique, y se volvería a repetir una clara victoria de los franceses. El Olympique de Lyon se mostró muy superior durante toda la liguilla, y no encontró problemas para clasificarse como primero de grupo, después de varias victorias frente al Dynamo y al Steaua, y un valioso empate en el Estadio Santiago Bernabéu. El Madrid, a pesar de no conseguir ganar al Olympique, no encontró tampoco demasiadas dificultades frente a los otros dos equipos, y selló su clasificación como segundo a falta de un partido para el final. Por su parte, el Steaua mostró un alto nivel en su reencuentro con la competición, y logró repescarse a la Copa de la UEFA, cayendo así eliminado el Dynamo de Kiev, que no consiguió ganar ningún partido.
| Pos. | Equipo             | Pts. | PJ | G | E | P | GF | GC | Dif. | Clasificación               |
| ---- | ------------------ | ---- | -- | - | - | - | -- | -- | ---- | --------------------------- |
| 1    | Olympique de Lyon  | 14   | 6  | 4 | 2 | 0 | 12 | 3  | +9   | Acceso a octavos de final   |
| 2    | Real Madrid        | 11   | 6  | 3 | 2 | 1 | 14 | 8  | +6   | Acceso a octavos de final   |
| 3    | Steaua de Bucarest | 5    | 6  | 1 | 2 | 3 | 7  | 11 | −4   | Acceso a la Copa de la UEFA |
| 4    | Dinamo de Kiev     | 2    | 6  | 0 | 2 | 4 | 5  | 16 | −11  |                             |

 Fuente: [cita requerida]
| Fecha            | Lugar                     | Local             | Resultado | Visita            |
| ---------------- | ------------------------- | ----------------- | --------- | ----------------- |
| 13 de septiembre | Olímpico Nacional de Kiev | Dinamo Kiev       | 1:4       | Steaua Bucarest   |
| 13 de septiembre | Gerland                   | Olympique de Lyon | 2:0       | Real Madrid       |
| 26 de septiembre | Ghencea                   | Steaua Bucarest   | 0:3       | Olympique de Lyon |
| 26 de septiembre | Santiago Bernabéu         | Real Madrid       | 5:1       | Dinamo Kiev       |
| 17 de octubre    | Ghencea                   | Steaua Bucarest   | 1:4       | Real Madrid       |
| 17 de octubre    | Olímpico Nacional de Kiev | Dinamo Kiev       | 0:3       | Olympique de Lyon |
| 1 de noviembre   | Santiago Bernabéu         | Real Madrid       | 1:0       | Steaua Bucarest   |
| 1 de noviembre   | Gerland                   | Olympique de Lyon | 1:0       | Dinamo Kiev       |
| 21 de noviembre  | Santiago Bernabéu         | Real Madrid       | 2:2       | Olympique de Lyon |
| 21 de noviembre  | Ghencea                   | Steaua Bucarest   | 1:1       | Dinamo Kiev       |
| 6 de diciembre   | Gerland                   | Olympique de Lyon | 1:1       | Steaua Bucarest   |
| 6 de diciembre   | Olímpico Nacional de Kiev | Dinamo Kiev       | 2:2       | Real Madrid       |

### Grupo F

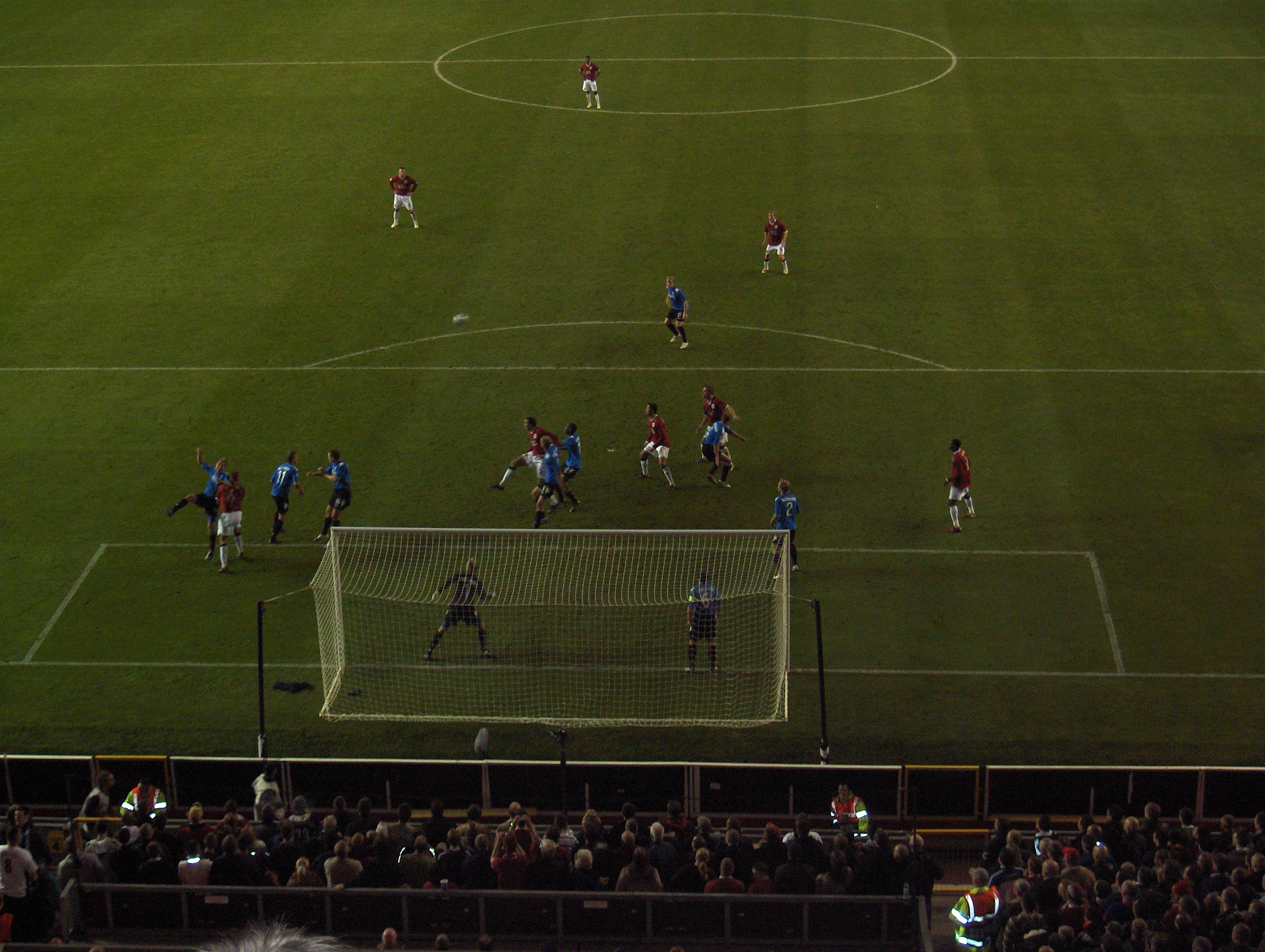
Manchester United en su victoria por 3:0 al Copenhague. Era su tercera victoria en tres partidos, lo que prácticamente le colocaba en los octavos de final.

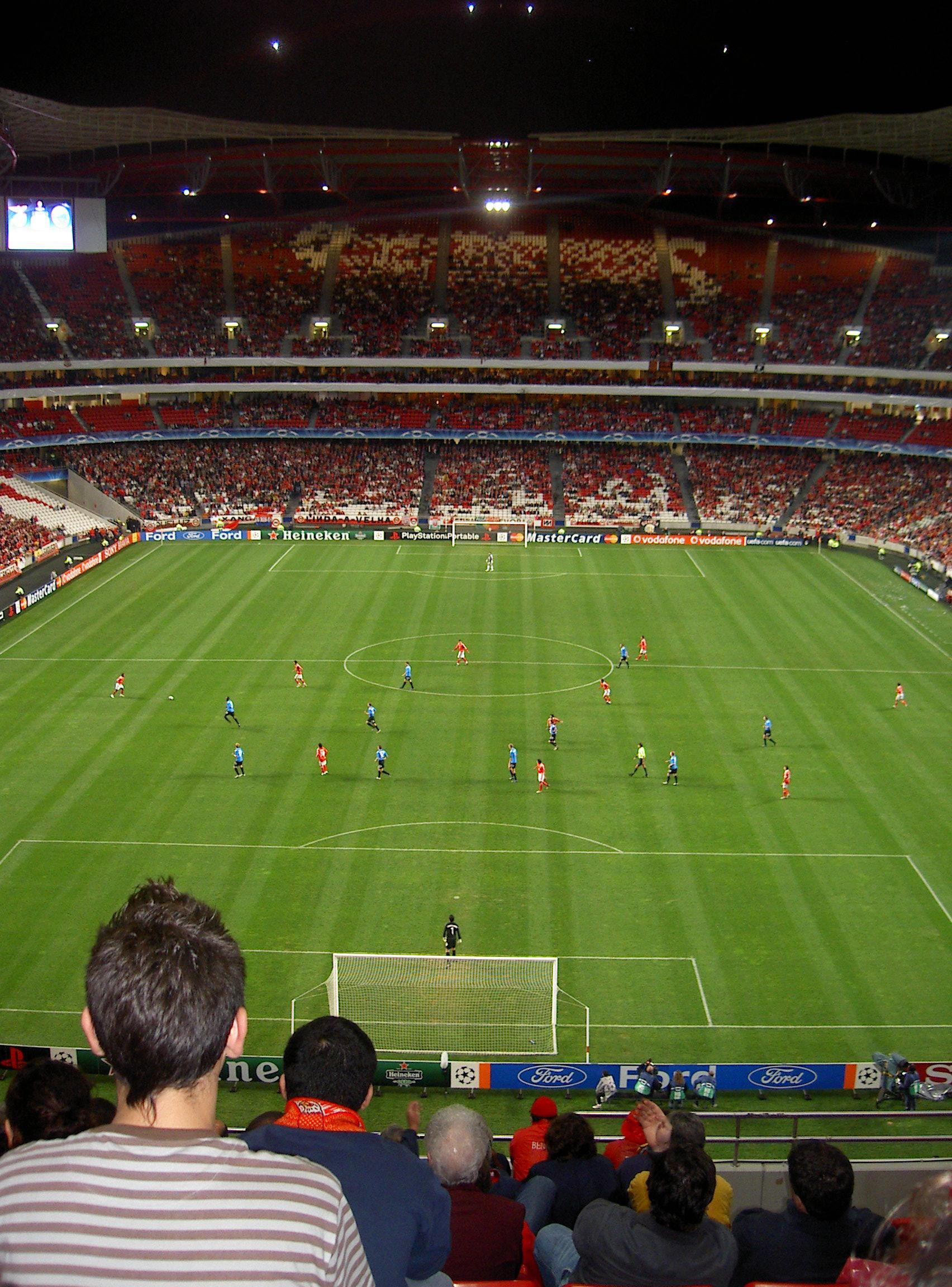
Estádio da Luz, en Lisboa. Instante del partido Benfica 3, Copenhague 1. Partido clave para la obtención de la tercera plaza de los lusos.

En el grupo F volvieron a coincidir el Manchester United y el Benfica portugués, después de la fase de grupos de la temporada anterior, en la que los ingleses quedaron apenados tras su cuarto puesto en el grupo, mientras que los lusos sí consiguieron la clasificación, merced a la victoria en el duelo que los enfrentó. Completaron el grupo el Celtic, en su retornó a la competición, y el debutante danés Copenhague.
El primer conjunto en lograr la clasificación fue el Celtic, gracias a su victoria como local ante el Manchester, en un duelo de gran tradición británica. Por su parte, el Manchester y el Benfica volvieron a disputar la última jornada con todo en juego, aunque en esta ocasión hubo victoria de los ingleses en Old Trafford, consiguiendo además el primer puesto. El Benfica tuvo que conformarse con la Copa de la UEFA. El Copenhague realizó un muy buen papel en su debut, a pesar de quedar último de grupo, pero logró no perder ningún partido en su estadio de Copenhague, e incluso venciendo a Manchester United y Celtic. Sin embargo con el Benfica solo logró empatar, lo que sumado a la derrota en Lisboa decantó el tercer puesto por el Benfica tras el empate a 7 puntos.
| Pos. | Equipo            | Pts. | PJ | G | E | P | GF | GC | Dif. | Clasificación               |
| ---- | ----------------- | ---- | -- | - | - | - | -- | -- | ---- | --------------------------- |
| 1    | Manchester United | 12   | 6  | 4 | 0 | 2 | 10 | 5  | +5   | Acceso a octavos de final   |
| 2    | Celtic            | 9    | 6  | 3 | 0 | 3 | 8  | 9  | −1   | Acceso a octavos de final   |
| 3    | Benfica           | 7    | 6  | 2 | 1 | 3 | 7  | 8  | −1   | Acceso a la Copa de la UEFA |
| 4    | Copenhague        | 7    | 6  | 2 | 1 | 3 | 5  | 8  | −3   |                             |

 Fuente: [cita requerida]
| Fecha            | Lugar          | Local             | Resultado | Visita            |
| ---------------- | -------------- | ----------------- | --------- | ----------------- |
| 13 de septiembre | Old Trafford   | Manchester United | 3:2       | Celtic            |
| 13 de septiembre | Parken Stadion | Copenhague        | 0:0       | Benfica           |
| 26 de septiembre | Celtic Park    | Celtic            | 1:0       | Copenhague        |
| 26 de septiembre | Estádio da Luz | Benfica           | 0:1       | Manchester United |
| 17 de octubre    | Celtic Park    | Celtic            | 3:0       | Benfica           |
| 17 de octubre    | Old Trafford   | Manchester United | 3:0       | Copenhague        |
| 1 de noviembre   | Estádio da Luz | Benfica           | 3:0       | Celtic            |
| 1 de noviembre   | Parken Stadion | Copenhague        | 1:0       | Manchester United |
| 21 de noviembre  | Estádio da Luz | Benfica           | 3:1       | Copenhague        |
| 21 de noviembre  | Celtic Park    | Celtic            | 1:0       | Manchester United |
| 6 de diciembre   | Parken Stadion | Copenhague        | 3:1       | Celtic            |
| 6 de diciembre   | Old Trafford   | Manchester United | 3:1       | Benfica           |

### Grupo G
El subcampeón de la temporada 2005-06, el Arsenal FC, quedó encuadrado con el FC Oporto, ganador del torneo en 2004, como máximo rival para conseguir la clasificación y el primer puesto del grupo. A ellos se unieron el CSKA de Moscú y el Hamburgo SV, ambos sin renunciar a intentar colarse en la clasificación final del grupo.
El CSKA comenzó muy bien la primera vuelta de la liguilla, cediendo un único empate en Oporto, y después de tres jornadas se mostraba encabezando el grupo y con todas las opciones de conseguir la clasificación. Sin embargo, el Oporto y el Arsenal aprovecharon sus partidos contra el Hamburgo para sumar puntos, llegando a imponerse también el Oporto en el partido que lo enfrentó al CSKA en Moscú. Ello propició que ambos equipos llegasen a la última jornada empatados a puntos, teniendo que enfrentarse entre ellos, y dándose la circunstancia de que con un empate se asegurarían la clasificación los dos. A pesar de ello, el Oporto buscó una victoria que le diese el liderato final del grupo, aunque ésta no llegó, ambos empataron, y dejaron fuera del caminó al CSKA, que tampoco se hubiese clasificado, debido a su derrota final ante el Hamburgo, los únicos puntos que consiguió el conjunto alemán.
| Pos. | Equipo     | Pts. | PJ | G | E | P | GF | GC | Dif. | Clasificación               |
| ---- | ---------- | ---- | -- | - | - | - | -- | -- | ---- | --------------------------- |
| 1    | Arsenal    | 11   | 6  | 3 | 2 | 1 | 7  | 3  | +4   | Acceso a octavos de final   |
| 2    | Porto      | 11   | 6  | 3 | 2 | 1 | 9  | 4  | +5   | Acceso a octavos de final   |
| 3    | CSKA Moscú | 8    | 6  | 2 | 2 | 2 | 4  | 5  | −1   | Acceso a la Copa de la UEFA |
| 4    | Hamburgo   | 3    | 6  | 1 | 0 | 5 | 7  | 15 | −8   |                             |

 Fuente: [cita requerida]
| Fecha            | Lugar             | Local      | Resultado | Visita     |
| ---------------- | ----------------- | ---------- | --------- | ---------- |
| 13 de septiembre | Estádio do Dragão | Porto      | 0:0       | CSKA Moscú |
| 13 de septiembre | Arena Hamburg     | Hamburgo   | 1:2       | Arsenal    |
| 26 de septiembre | Estadio Lokomotiv | CSKA Moscú | 1:0       | Hamburgo   |
| 26 de septiembre | Arsenal Stadium   | Arsenal    | 2:0       | Porto      |
| 17 de octubre    | Estadio Lokomotiv | CSKA Moscú | 1:0       | Arsenal    |
| 17 de octubre    | Estádio do Dragão | Porto      | 4:1       | Hamburgo   |
| 1 de noviembre   | Arsenal Stadium   | Arsenal    | 0:0       | CSKA Moscú |
| 1 de noviembre   | Arena Hamburg     | Hamburgo   | 1:3       | Porto      |
| 21 de noviembre  | Arsenal Stadium   | Arsenal    | 3:1       | Hamburgo   |
| 21 de noviembre  | Estadio Lokomotiv | CSKA Moscú | 0:2       | Porto      |
| 6 de diciembre   | Arena Hamburg     | Hamburgo   | 3:2       | CSKA Moscú |
| 6 de diciembre   | Estádio do Dragão | Porto      | 0:0       | Arsenal    |

### Grupo H

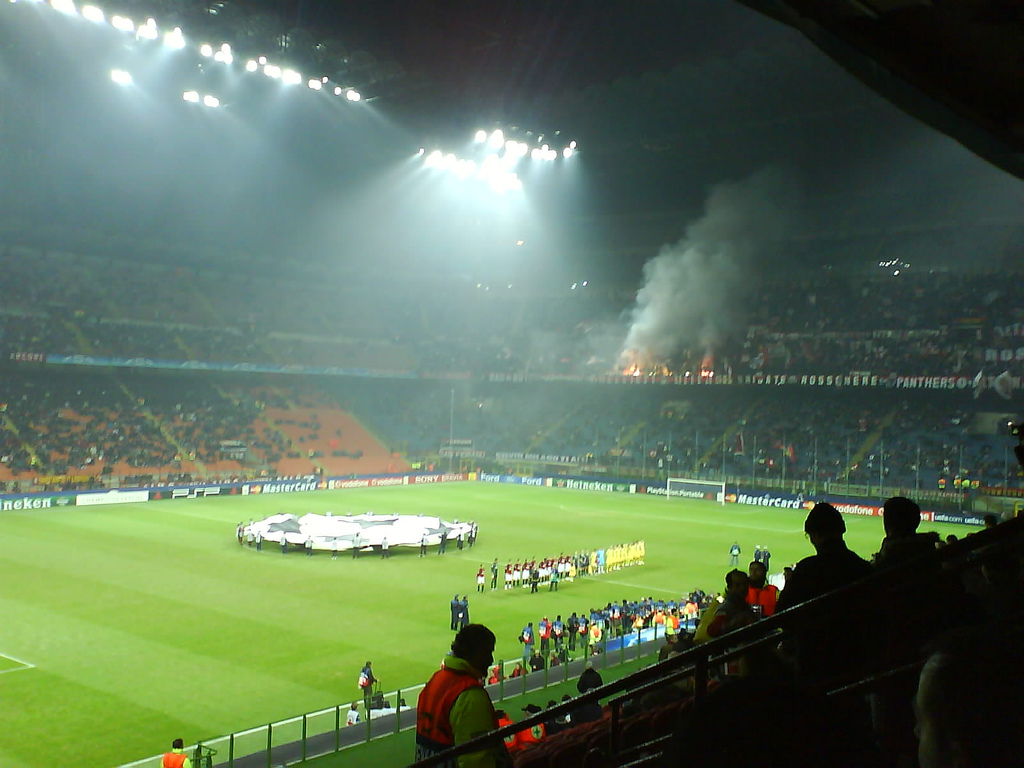
Inicio del partido AC Milan 0 - Lille 2, en San Siro. La victoria dio la clasificación al Lille, ante un Milan con el primer puesto asegurado de antemano.

El AC Milan, equipo con mayor coeficiente UEFA en el inicio del torneo, pudo clasificarse finalmente para la fase de grupos de la competición, después de verse obligado a jugar la fase previa de clasificación, resultado de la sentencia del juicio por manipulación de partidos del fútbol italiano. En ella se impuso sin grandes apuros al Estrella Roja de Belgrado. Una vez encuadrado en el grupo H, tuvo como rivales de clasificación al Lille, el AEK Atenas y el Anderlecht.
Con una primera fase sin demasiados problemas, el Milan obtuvo pronto la clasificación matemática para los octavos de final. Sin embargo, y a pesar de quedar finalmente como primero de grupo, terminó la liguilla de forma agridulce, después de perder en las dos últimas jornadas, en medio de una crisis de resultados en la Serie A. Por su parte, el AEK y el Lille mantuvieron una tensa pugna por el segundo lugar del grupo, que fue a parar finalmente del lado de los franceses, después de una meritoria victoria en San Siro. El AEK se tuvo que conformar con la disputa de la Copa de la UEFA, a pesar de conseguir su primera victoria en la historia de la competición, lograda contra el Lille y seguida de otra contra el Milan. Pero no pudo hacer lo propio frente al Anderlecht en el último partido, lo cual hubiese significado la clasificación.
| Pos. | Equipo     | Pts. | PJ | G | E | P | GF | GC | Dif. | Clasificación               |
| ---- | ---------- | ---- | -- | - | - | - | -- | -- | ---- | --------------------------- |
| 1    | Milan      | 10   | 6  | 3 | 1 | 2 | 8  | 4  | +4   | Acceso a octavos de final   |
| 2    | Lille      | 9    | 6  | 2 | 3 | 1 | 8  | 5  | +3   | Acceso a octavos de final   |
| 3    | AEK Atenas | 8    | 6  | 2 | 2 | 2 | 6  | 9  | −3   | Acceso a la Copa de la UEFA |
| 4    | Anderlecht | 4    | 6  | 0 | 4 | 2 | 7  | 11 | −4   |                             |

 Fuente: [cita requerida]
| Fecha            | Lugar                 | Local      | Resultado | Visita     |
| ---------------- | --------------------- | ---------- | --------- | ---------- |
| 13 de septiembre | Constant Vanden Stock | Anderlecht | 1:1       | Lille      |
| 13 de septiembre | Giuseppe Meazza       | Milan      | 3:0       | AEK Atenas |
| 26 de septiembre | Félix Bollaert (Lens) | Lille      | 0:0       | Milan      |
| 26 de septiembre | Olímpico de Atenas    | AEK Atenas | 1:1       | Anderlecht |
| 17 de octubre    | Félix Bollaert        | Lille      | 3:1       | AEK Atenas |
| 17 de octubre    | Constant Vanden Stock | Anderlecht | 0:1       | Milan      |
| 1 de noviembre   | Olímpico de Atenas    | AEK Atenas | 1:0       | Lille      |
| 1 de noviembre   | Giuseppe Meazza       | Milan      | 4:1       | Anderlecht |
| 21 de noviembre  | Olímpico de Atenas    | AEK Atenas | 1:0       | Milan      |
| 21 de noviembre  | Félix Bollaert        | Lille      | 2:2       | Anderlecht |
| 6 de diciembre   | Giuseppe Meazza       | Milan      | 0:2       | Lille      |
| 6 de diciembre   | Constant Vanden Stock | Anderlecht | 2:2       | AEK Atenas |

## Eliminatoria
Los dieciséis equipos clasificados disputaron una serie de eliminatorias a ida y vuelta, hasta decidir los dos equipos clasificados para la final de Atenas. En la tabla se muestran todos los cruces de la segunda fase. El primer equipo de cada eliminatoria jugó como local el partido de ida, y el segundo jugó en su campo la vuelta. En los resultados se indica el marcador en la ida, seguido del de la vuelta.

La eliminatoria de octavos de final enfrentó a cada campeón de grupo con un segundo clasificado de un grupo distinto al suyo, con la ventaja de jugar el partido de vuelta como local, y con la restricción de no poder cruzarse dos conjuntos del mismo país. El sorteo se realizó el 15 de diciembre del 2006. El resto de eliminatorias se sortearon sin restricción alguna el 9 de marzo del 2007.
|  | Octavos de final                                                 | Octavos de final                                                 | Octavos de final                                                 | Octavos de final                                                 | Octavos de final                                                 |   |       | Cuartos de final                                               | Cuartos de final                                               | Cuartos de final                                               | Cuartos de final                                               | Cuartos de final                                               |  |    | Semifinales                                                   | Semifinales                                                   | Semifinales                                                   | Semifinales                                                   | Semifinales                                                   |  |    | Final                                       | Final                                       | Final                                       |  |
|  | 20 y 21 de febrero de 2007 (ida) 6 y 7 de marzo de 2007 (vuelta) | 20 y 21 de febrero de 2007 (ida) 6 y 7 de marzo de 2007 (vuelta) | 20 y 21 de febrero de 2007 (ida) 6 y 7 de marzo de 2007 (vuelta) | 20 y 21 de febrero de 2007 (ida) 6 y 7 de marzo de 2007 (vuelta) | 20 y 21 de febrero de 2007 (ida) 6 y 7 de marzo de 2007 (vuelta) |   |       | 3 y 4 de abril de 2007 (ida) 10 y 11 de abril de 2007 (vuelta) | 3 y 4 de abril de 2007 (ida) 10 y 11 de abril de 2007 (vuelta) | 3 y 4 de abril de 2007 (ida) 10 y 11 de abril de 2007 (vuelta) | 3 y 4 de abril de 2007 (ida) 10 y 11 de abril de 2007 (vuelta) | 3 y 4 de abril de 2007 (ida) 10 y 11 de abril de 2007 (vuelta) |  |    | 24 y 25 de abril de 2007 (ida) 1 y 2 de mayo de 2007 (vuelta) | 24 y 25 de abril de 2007 (ida) 1 y 2 de mayo de 2007 (vuelta) | 24 y 25 de abril de 2007 (ida) 1 y 2 de mayo de 2007 (vuelta) | 24 y 25 de abril de 2007 (ida) 1 y 2 de mayo de 2007 (vuelta) | 24 y 25 de abril de 2007 (ida) 1 y 2 de mayo de 2007 (vuelta) |  |    | 23 de mayo de 2007 Estadio Olímpico, Atenas | 23 de mayo de 2007 Estadio Olímpico, Atenas | 23 de mayo de 2007 Estadio Olímpico, Atenas |  |
|  |                                                                  |                                                                  |                                                                  |                                                                  |                                                                  |   |       |                                                                |                                                                |                                                                |                                                                |                                                                |  |    |                                                               |                                                               |                                                               |                                                               |                                                               |  |    |                                             |                                             |                                             |  |
|  |                                                                  |                                                                  |                                                                  |                                                                  |                                                                  |   |       |                                                                |                                                                |                                                                |                                                                |                                                                |  |    |                                                               |                                                               |                                                               |                                                               |                                                               |  |    |                                             |                                             |                                             |  |
|  | 2D                                                               | Roma                                                             | 0                                                                | 2                                                                | 2                                                                |   |       |                                                                |                                                                |                                                                |                                                                |                                                                |  |    |                                                               |                                                               |                                                               |                                                               |                                                               |  |    |                                             |                                             |                                             |  |
|  | 2D                                                               | Roma                                                             | 0                                                                | 2                                                                | 2                                                                |   |       |                                                                |                                                                |                                                                |                                                                |                                                                |  |    |                                                               |                                                               |                                                               |                                                               |                                                               |  |    |                                             |                                             |                                             |  |
|  | 1E                                                               | Olympique de Lyon                                                | 0                                                                | 0                                                                | 0                                                                |   |       |                                                                |                                                                |                                                                |                                                                |                                                                |  |    |                                                               |                                                               |                                                               |                                                               |                                                               |  |    |                                             |                                             |                                             |  |
|  | 1E                                                               | Olympique de Lyon                                                | 0                                                                | 0                                                                | 0                                                                |   | 2D    | Roma                                                           | 2                                                              | 1                                                              | 3                                                              |                                                                |  |    |                                                               |                                                               |                                                               |                                                               |                                                               |  |    |                                             |                                             |                                             |  |
|  |                                                                  |                                                                  |                                                                  |                                                                  |                                                                  |   | 2D    | Roma                                                           | 2                                                              | 1                                                              | 3                                                              |                                                                |  |    |                                                               |                                                               |                                                               |                                                               |                                                               |  |    |                                             |                                             |                                             |  |
|  |                                                                  |                                                                  | 1F                                                               | Manchester United                                                | 1                                                                | 7 | 8     |                                                                |                                                                |                                                                |                                                                |                                                                |  |    |                                                               |                                                               |                                                               |                                                               |                                                               |  |    |                                             |                                             |                                             |  |
|  | 2H                                                               | Lille                                                            | 1F                                                               | Manchester United                                                | 1                                                                | 7 | 8     | 0                                                              | 0                                                              | 0                                                              |                                                                |                                                                |  |    |                                                               |                                                               |                                                               |                                                               |                                                               |  |    |                                             |                                             |                                             |  |
|  | 2H                                                               | Lille                                                            |                                                                  |                                                                  |                                                                  |   |       |                                                                |                                                                | 0                                                              |                                                                |                                                                |  |    |                                                               |                                                               |                                                               |                                                               |                                                               |  |    |                                             |                                             |                                             |  |
|  | 1F                                                               | Manchester United                                                | 1                                                                | 1                                                                | 2                                                                |   |       |                                                                |                                                                |                                                                |                                                                |                                                                |  |    |                                                               |                                                               |                                                               |                                                               |                                                               |  |    |                                             |                                             |                                             |  |
|  | 1F                                                               | Manchester United                                                | 1                                                                | 1                                                                | 2                                                                |   |       |                                                                |                                                                |                                                                |                                                                |                                                                |  | 1F | Manchester United                                             | 3                                                             | 0                                                             | 3                                                             |                                                               |  |    |                                             |                                             |                                             |  |
|  |                                                                  |                                                                  |                                                                  |                                                                  |                                                                  |   |       |                                                                |                                                                |                                                                |                                                                |                                                                |  | 1F | Manchester United                                             | 3                                                             | 0                                                             | 3                                                             |                                                               |  |    |                                             |                                             |                                             |  |
|  |                                                                  |                                                                  | 1H                                                               | Milan                                                            | 2                                                                | 3 | 5     |                                                                |                                                                |                                                                |                                                                |                                                                |  |    |                                                               |                                                               |                                                               |                                                               |                                                               |  |    |                                             |                                             |                                             |  |
|  | 2F                                                               | Celtic                                                           | 1H                                                               | Milan                                                            | 2                                                                | 3 | 5     | 0                                                              | 0                                                              | 0                                                              |                                                                |                                                                |  |    |                                                               |                                                               |                                                               |                                                               |                                                               |  |    |                                             |                                             |                                             |  |
|  | 2F                                                               | Celtic                                                           |                                                                  |                                                                  |                                                                  |   |       |                                                                |                                                                | 0                                                              |                                                                |                                                                |  |    |                                                               |                                                               |                                                               |                                                               |                                                               |  |    |                                             |                                             |                                             |  |
|  | 1H                                                               | Milan (t. s.)                                                    | 0                                                                | 1                                                                | 1                                                                |   |       |                                                                |                                                                |                                                                |                                                                |                                                                |  |    |                                                               |                                                               |                                                               |                                                               |                                                               |  |    |                                             |                                             |                                             |  |
|  | 1H                                                               | Milan (t. s.)                                                    | 0                                                                | 1                                                                | 1                                                                |   | 1H    | Milan                                                          | 2                                                              | 2                                                              | 4                                                              |                                                                |  |    |                                                               |                                                               |                                                               |                                                               |                                                               |  |    |                                             |                                             |                                             |  |
|  |                                                                  |                                                                  |                                                                  |                                                                  |                                                                  |   | 1H    | Milan                                                          | 2                                                              | 2                                                              | 4                                                              |                                                                |  |    |                                                               |                                                               |                                                               |                                                               |                                                               |  |    |                                             |                                             |                                             |  |
|  |                                                                  |                                                                  | 1B                                                               | Bayern Múnich                                                    | 2                                                                | 0 | 2     |                                                                |                                                                |                                                                |                                                                |                                                                |  |    |                                                               |                                                               |                                                               |                                                               |                                                               |  |    |                                             |                                             |                                             |  |
|  | 2E                                                               | Real Madrid                                                      | 1B                                                               | Bayern Múnich                                                    | 2                                                                | 0 | 2     | 3                                                              | 1                                                              | 4                                                              |                                                                |                                                                |  |    |                                                               |                                                               |                                                               |                                                               |                                                               |  |    |                                             |                                             |                                             |  |
|  | 2E                                                               | Real Madrid                                                      |                                                                  |                                                                  |                                                                  |   |       |                                                                |                                                                | 4                                                              |                                                                |                                                                |  |    |                                                               |                                                               |                                                               |                                                               |                                                               |  |    |                                             |                                             |                                             |  |
|  | 1B                                                               | Bayern Múnich (v.)                                               | 2                                                                | 2                                                                | 4                                                                |   |       |                                                                |                                                                |                                                                |                                                                |                                                                |  |    |                                                               |                                                               |                                                               |                                                               |                                                               |  |    |                                             |                                             |                                             |  |
|  | 1B                                                               | Bayern Múnich (v.)                                               | 2                                                                | 2                                                                | 4                                                                |   |       |                                                                |                                                                |                                                                |                                                                |                                                                |  |    |                                                               |                                                               |                                                               |                                                               |                                                               |  | 1H | Milan                                       | 2                                           |                                             |  |
|  |                                                                  |                                                                  |                                                                  |                                                                  |                                                                  |   |       |                                                                |                                                                |                                                                |                                                                |                                                                |  |    |                                                               |                                                               |                                                               |                                                               |                                                               |  | 1H | Milan                                       | 2                                           |                                             |  |
|  |                                                                  |                                                                  | 1C                                                               | Liverpool                                                        | 1                                                                |   |       |                                                                |                                                                |                                                                |                                                                |                                                                |  |    |                                                               |                                                               |                                                               |                                                               |                                                               |  |    |                                             |                                             |                                             |  |
|  | 2G                                                               | Porto                                                            | 1C                                                               | Liverpool                                                        | 1                                                                | 1 | 1     | 2                                                              |                                                                |                                                                |                                                                |                                                                |  |    |                                                               |                                                               |                                                               |                                                               |                                                               |  |    |                                             |                                             |                                             |  |
|  | 2G                                                               | Porto                                                            |                                                                  |                                                                  |                                                                  |   |       |                                                                |                                                                |                                                                |                                                                |                                                                |  |    |                                                               |                                                               |                                                               |                                                               |                                                               |  |    |                                             |                                             |                                             |  |
|  | 1A                                                               | Chelsea                                                          | 1                                                                | 2                                                                | 3                                                                |   |       |                                                                |                                                                |                                                                |                                                                |                                                                |  |    |                                                               |                                                               |                                                               |                                                               |                                                               |  |    |                                             |                                             |                                             |  |
|  | 1A                                                               | Chelsea                                                          | 1                                                                | 2                                                                | 3                                                                |   | 1A    | Chelsea                                                        | 1                                                              | 2                                                              | 3                                                              |                                                                |  |    |                                                               |                                                               |                                                               |                                                               |                                                               |  |    |                                             |                                             |                                             |  |
|  |                                                                  |                                                                  |                                                                  |                                                                  |                                                                  |   | 1A    | Chelsea                                                        | 1                                                              | 2                                                              | 3                                                              |                                                                |  |    |                                                               |                                                               |                                                               |                                                               |                                                               |  |    |                                             |                                             |                                             |  |
|  |                                                                  |                                                                  | 1D                                                               | Valencia                                                         | 1                                                                | 1 | 2     |                                                                |                                                                |                                                                |                                                                |                                                                |  |    |                                                               |                                                               |                                                               |                                                               |                                                               |  |    |                                             |                                             |                                             |  |
|  | 2B                                                               | Inter de Milán                                                   | 1D                                                               | Valencia                                                         | 1                                                                | 1 | 2     | 2                                                              | 0                                                              | 2                                                              |                                                                |                                                                |  |    |                                                               |                                                               |                                                               |                                                               |                                                               |  |    |                                             |                                             |                                             |  |
|  | 2B                                                               | Inter de Milán                                                   |                                                                  |                                                                  |                                                                  |   |       |                                                                |                                                                | 2                                                              |                                                                |                                                                |  |    |                                                               |                                                               |                                                               |                                                               |                                                               |  |    |                                             |                                             |                                             |  |
|  | 1D                                                               | Valencia (v.)                                                    | 2                                                                | 0                                                                | 2                                                                |   |       |                                                                |                                                                |                                                                |                                                                |                                                                |  |    |                                                               |                                                               |                                                               |                                                               |                                                               |  |    |                                             |                                             |                                             |  |
|  | 1D                                                               | Valencia (v.)                                                    | 2                                                                | 0                                                                | 2                                                                |   |       |                                                                |                                                                |                                                                |                                                                |                                                                |  | 1A | Chelsea                                                       | 1                                                             | 0                                                             | 1 (1)                                                         |                                                               |  |    |                                             |                                             |                                             |  |
|  |                                                                  |                                                                  |                                                                  |                                                                  |                                                                  |   |       |                                                                |                                                                |                                                                |                                                                |                                                                |  | 1A | Chelsea                                                       | 1                                                             | 0                                                             | 1 (1)                                                         |                                                               |  |    |                                             |                                             |                                             |  |
|  |                                                                  |                                                                  | 1C                                                               | Liverpool (p.)                                                   | 0                                                                | 1 | 1 (4) |                                                                |                                                                |                                                                |                                                                |                                                                |  |    |                                                               |                                                               |                                                               |                                                               |                                                               |  |    |                                             |                                             |                                             |  |
|  | 2C                                                               | PSV Eindhoven                                                    | 1C                                                               | Liverpool (p.)                                                   | 0                                                                | 1 | 1 (4) | 1                                                              | 1                                                              | 2                                                              |                                                                |                                                                |  |    |                                                               |                                                               |                                                               |                                                               |                                                               |  |    |                                             |                                             |                                             |  |
|  | 2C                                                               | PSV Eindhoven                                                    |                                                                  |                                                                  |                                                                  |   |       |                                                                |                                                                | 2                                                              |                                                                |                                                                |  |    |                                                               |                                                               |                                                               |                                                               |                                                               |  |    |                                             |                                             |                                             |  |
|  | 1G                                                               | Arsenal                                                          | 0                                                                | 1                                                                | 1                                                                |   |       |                                                                |                                                                |                                                                |                                                                |                                                                |  |    |                                                               |                                                               |                                                               |                                                               |                                                               |  |    |                                             |                                             |                                             |  |
|  | 1G                                                               | Arsenal                                                          | 0                                                                | 1                                                                | 1                                                                |   | 2C    | PSV Eindhoven                                                  | 0                                                              | 0                                                              | 0                                                              |                                                                |  |    |                                                               |                                                               |                                                               |                                                               |                                                               |  |    |                                             |                                             |                                             |  |
|  |                                                                  |                                                                  |                                                                  |                                                                  |                                                                  |   | 2C    | PSV Eindhoven                                                  | 0                                                              | 0                                                              | 0                                                              |                                                                |  |    |                                                               |                                                               |                                                               |                                                               |                                                               |  |    |                                             |                                             |                                             |  |
|  |                                                                  |                                                                  | 1C                                                               | Liverpool                                                        | 3                                                                | 1 | 4     |                                                                |                                                                |                                                                |                                                                |                                                                |  |    |                                                               |                                                               |                                                               |                                                               |                                                               |  |    |                                             |                                             |                                             |  |
|  | 2A                                                               | Barcelona                                                        | 1C                                                               | Liverpool                                                        | 3                                                                | 1 | 4     | 1                                                              | 1                                                              | 2                                                              |                                                                |                                                                |  |    |                                                               |                                                               |                                                               |                                                               |                                                               |  |    |                                             |                                             |                                             |  |
|  | 2A                                                               | Barcelona                                                        |                                                                  |                                                                  |                                                                  |   |       |                                                                |                                                                | 2                                                              |                                                                |                                                                |  |    |                                                               |                                                               |                                                               |                                                               |                                                               |  |    |                                             |                                             |                                             |  |
|  | 1C                                                               | Liverpool (v.)                                                   | 2                                                                | 0                                                                | 2                                                                |   |       |                                                                |                                                                |                                                                |                                                                |                                                                |  |    |                                                               |                                                               |                                                               |                                                               |                                                               |  |    |                                             |                                             |                                             |  |
|  | 1C                                                               | Liverpool (v.)                                                   | 2                                                                | 0                                                                | 2                                                                |   |       |                                                                |                                                                |                                                                |                                                                |                                                                |  |    |                                                               |                                                               |                                                               |                                                               |                                                               |  |    |                                             |                                             |                                             |  |
|  |                                                                  |                                                                  |                                                                  |                                                                  |                                                                  |   |       |                                                                |                                                                |                                                                |                                                                |                                                                |  |    |                                                               |                                                               |                                                               |                                                               |                                                               |  |    |                                             |                                             |                                             |  |

### Eliminatorias
La Roma tuvo como rivales en su primera participación en unos octavos de final de la Liga de Campeones a los franceses del Olympique de Lyon, que partían como favoritos tras su victoria en el grupo E y la disputa de la vuelta en el Stade Gerland. En el partido de ida se vivió un gran ambiente, debido al debut del equipo romano, con más de 80.000 aficionados siguiendo el partido en el Estadio Olímpico. La ida acabó con un empate a cero, después de que ninguno de los equipos pudiera abrir el marcador. El Olympique estuvo cerca de hacerlo en una jugada en la que el balón fue al palo en un remate desafortunado del jugador de la Roma Taddei, tras un saque a balón parado de Juninho Pernambucano, la jugada más buscada por los de Lyon. En el partido de vuelta la Roma hizo saltar la sorpresa y pudo imponerse por dos a cero como visitante, logrando su primera clasificación para unos cuartos de final. Antes de inaugurar el marcador, el árbitro Mejuto González anuló un gol a De Rossi, por una falta previa de Totti. Aun así, la Roma sentenció la eliminatoria antes del descanso, con goles de Totti, de cabeza, y Mancini, tras un rápido contraataque.

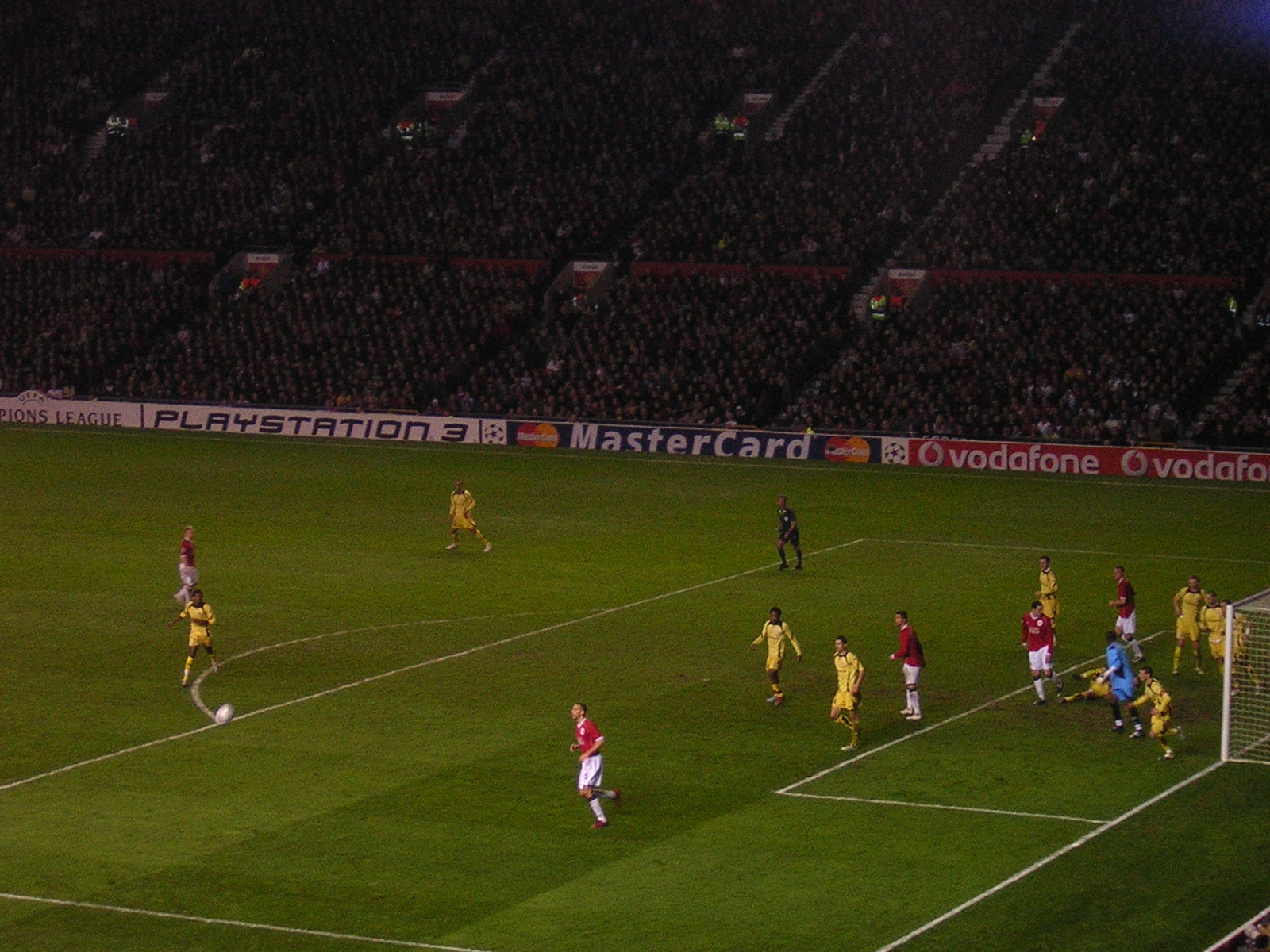
Partido de vuelta en Old Trafford, donde el Manchester (de rojo y blanco) sentenció la eliminatoria, después de la ajustada victoria en tierras francesas.

El Manchester partía como claro favorito para imponerse al Lille francés, llegando a la eliminatoria como claro líder de la Premier League. Sin embargo el Lille esperaba poder repetir la victoria frente a los ingleses lograda en la primera fase de grupos de la temporada anterior. En el partido de ida parecía que iba a conseguir un valioso empate a cero, que le daría esperanzas para disputar la vuelta en Old Trafford. Pero los de Mánchester consiguieron hacer el 0-1 en una extraña jugada a balón parado, cuando el partido se acercaba a su término. Mientras la defensa del Lille montaba la barrera, Ryan Giggs elevó el balón por encima de ella, mientras el portero solo podía mirar con cara de sorpresa como este se introducía en el fondo de la red. El equipo local protestó insistentemente, llegando a lanzar el balón fuera de banda en el saque de gol, como muestra de no querer seguir disputando el encuentro, pero el árbitro neerlandés aseguró que nadie del Manchester había pedido barrera para el lanzamiento de la falta, por lo que el gol era totalmente legal. En el partido de vuelta, con todo a favor para los ingleses, no terminó de imponerse hasta los minutos finales, prolongando las esperanzas de remontada del Lille. Pero la sentencia llegó de manos de Henrik Larsson, que disputaba su último encuentro en competición europea, antes de que terminase su breve cesión durante el parón invernal de la liga sueca, y volviese a su club con contrato, el Helsingborgs IF.
El Celtic de Glasgow y el Milan protagonizaron la eliminatoria más igualada de los octavos de final, ya que hizo falta la disputa de una prórroga para decantar el resultado a favor de los italianos. El partido de ida, en tierras escocesas acabó sin goles en el marcador, con escasas ocasiones de gol para el Milan, y prácticamente ninguna para el Celtic. La eliminatoria tendría que decidirse pues en el estadio de San Siro, que finalmente contó con el visto bueno de las autoridades italianas y de la UEFA para acoger a los más de 60.000 espectadores que es capaz de albergar, superando así las restricciones impuestas desde el gobierno italiano a los estadios inseguros, tras la reciente muerte de un policía en un partido de la liga italiana. Pero los goles también se resistieron en la vuelta, en cuya primera parte fue el Celtic quien se mostró más decidido en buscar la clasificación. Después del descanso el Milan comenzó a tomar un mayor ritmo de juego atacante y dispuso de algunas jugadas para haber evitado la prórroga, la más clara de ella en un remate al larguero de Kaká en el minuto 89. Finalmente hizo falta el tiempo extra, pero cuando solo se llevaban tres minutos del mismo, el propio Kaká protagonizó una jugada personal desde una larga distancia, que culminó con el gol y la clasificación milanista. Cabe destacar que el veterano jugador Paolo Maldini sumó con este partido el que hacía 100 en su carrera en la Liga de Campeones (el quinto en lograrlo), aunque también llegó a disputar partidos de la antigua Copa de Europa.

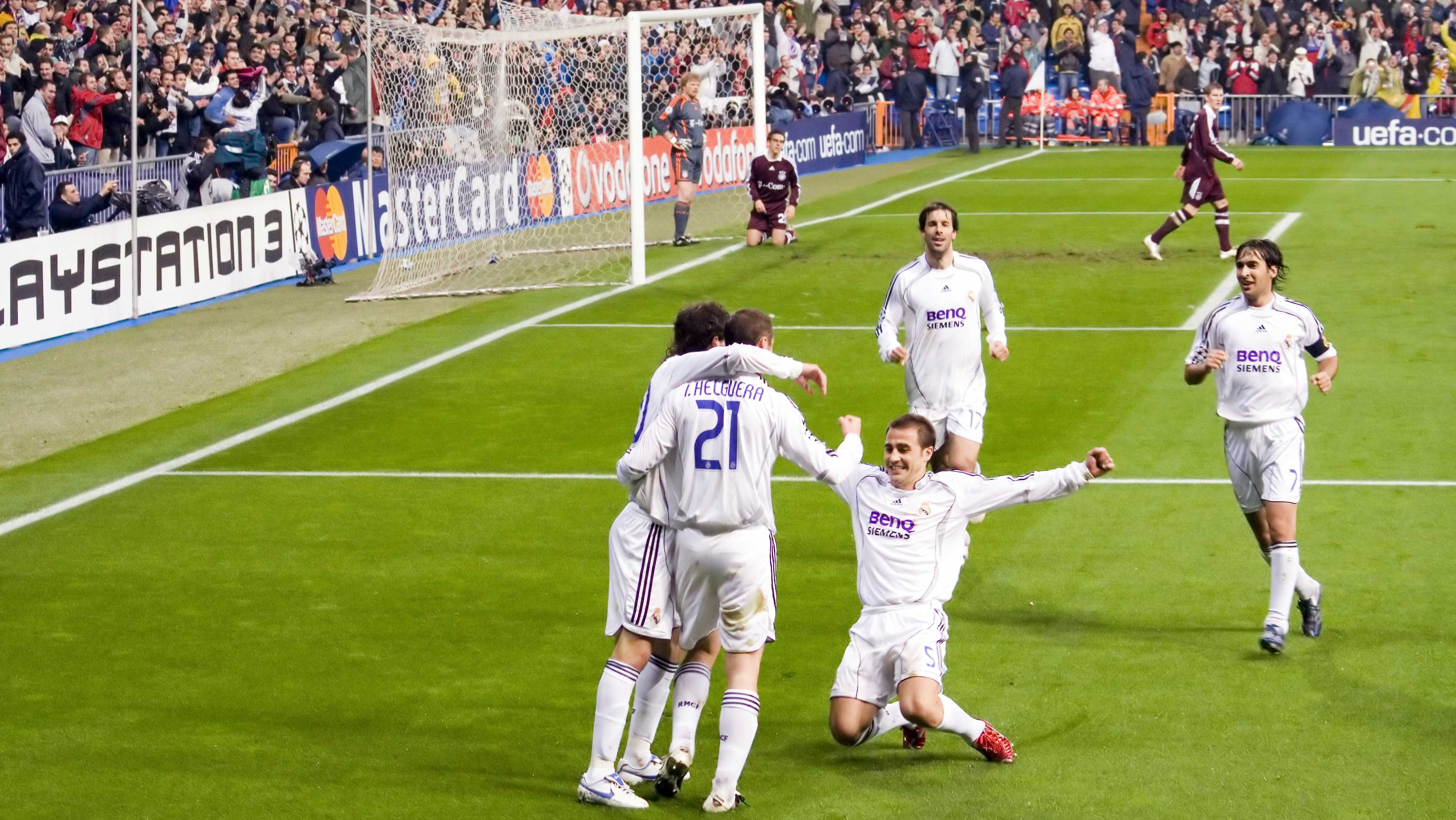
El Real Madrid se tomó ventaja en el partido de ida, disputado en el Estadio Santiago Bernabéu, por 3 a 2. Pero el Bayern sería capaz de remontar en Múnich, y clasificarse para los cuartos de final.

Se volvían a enfrentar dos equipos protagonistas de seis enfrentamientos entre ambos en los últimos ocho años, el Real Madrid y el Bayern de Múnich, siendo el último en el año 2004, con clasificación en la eliminatoria para los españoles. Ninguno de ellos llegaba a la eliminatoria en un buen momento, pues ambos se encontraban con problemas en la tabla clasificatoria de sus respectivas ligas nacionales. El Bayern acababa de cambiar de técnico, contratando a Ottmar Hitzfeld, que ya había pasado por el club. Y el futuro del entrenador madridista, Fabio Capello se encontraba en entredicho. En el partido de ida el Madrid apostó por tratar de llegar con ventaja a la vuelta de Alemania, y a los diez minutos de encuentro Raúl ya había adelantado a su equipo. El Bayern pudo empatar el partido con un gol de cabeza en un saque a balón parado, rematado por Lúcio, pero antes de que llegase el descanso Raúl y van Nistelrooy se encargaron de colocar un 3-1 en el marcador, que parecía bastar para afrontar el partido de vuelta. Pero cuando terminaba el partido, Mark van Bommel conectó un fuerte disparo desde fuera del área, que establecía el final tres a dos, y devolvía todas las esperanzas para los alemanes. Y es que en el partido de vuelta solo necesitaron 10 segundos en volver a ponerse por delante en la eliminatoria, con el gol más rápido en la historia de la competición, conseguido por Roy Makaay. En la segunda parte Lúcio estableció el dos a cero, y puso muy cuesta arriba una posible remontada blanca. Pero ésta estuvo a punto de llegar, con un penalti transformado por Van Nistelrooy en el minuto 83, y un gol anulado por mano de Sergio Ramos en el tiempo de descuento, con el Bayern acorralado y esperando el final del partido. Con la anulación del gol, los de Múnich respiraron y pudieron confirmar su clasificación para los cuartos de final.
El entrenador del Chelsea, José Mourinho volvía a Oporto para enfrentarse al equipo con el que ganó la Liga de Campeones de 2004. El equipo luso no llegaba a los octavos de final de la competición desde la marcha de Mourinho, ese mismo año. Pese al favoritismo del Chelsea en la eliminatoria, el Oporto esperaba demostrar ser un equipo difícil de ganar en el Estádio do Dragão, y pareció que lo conseguiría cuando a los 12 minutos del partido de ida se adelantó en el marcador mediante gol de Raul Meireles. Pero el Chelsea solo necesitó cinco minutos para empatar el partido, y conseguir un resultado favorable de cara al partido de vuelta en Stamford Bridge. Shevchenko aprovechó un preciso pase de Ballack para anotar el 1-1. El Chelsea dispuso a lo largo del partido de varias ocasiones para aumentar su cuenta goleadora, entre ellas un disparo al poste de Drogba, pero la ida finalizó en empate. El Oporto no jugó la vuelta resignado a ser eliminado y Quaresma puso un 0-1 en el marcador a las 15 minutos que daba la clasificación a los portugueses en el tiempo de descanso. En el estadio inglés se sufrió al ver que su equipo no lograba el gol que pudiese dejar la eliminatoria empatada. Hubo que esperar a la segunda parte, cuando finalmente Robben logró el buscado gol, con un disparo raso desde fuera del área. El gol llegó con el Oporto buscando la sentencia, y sirvió para apaciguar su presión y tener el partido más controlado por parte del Chelsea, que supo rematar la eliminatoria con un gol de Ballack en el tramo final del partido.
Al Valencia le tocó enfrentarse en los octavos de final al Inter de Milán, equipo al que no había conseguido superar nunca en sus enfrentamientos continentales. Y no se veía al equipo valenciano como favorito para la eliminatoria, pues los italianos llegaban con una racha de dieciséis victorias seguidas, y líderes destacados de la liga italiana. En el mes de febrero el estadio San Siro no contaba con medidas de seguridad suficientes para las autoridades italianas, medidas exigidas tras la muerte de un policía semanas antes en Sicilia, por lo que el partido de ida se disputó ante una asistencia limitada de 22.600 personas. En dicho partido el Valencia fue siempre a contracorriente, empatando el partido en dos ocasiones. Villa igualó el partido en la segunda parte, con un lanzamiento directo de falta, después de que Cambiasso adelantara al Inter en la primera parte. Poco después, Maicon ponía el 2-1 en el marcador, para que Silva lograse el empate final a dos, a falta de cinco minutos para terminar el partido, logrando un valioso resultado por los dos goles como visitante logrados, y sabiendo del Valencia lo difícil que es vencerle en el estadio de Mestalla. Y así lo demostró en el partido de vuelta, logrando el empate a cero que le daba la clasificación, y consiguiendo superar por vez primera a los italianos. Al término del partido se montó una trifulca entre varios jugadores de ambos equipos, iniciada en un enfrentamiento entre Marchena y Burdisso, seguida de un puñetazo de David Navarro a Burdisso que le fracturó la nariz, y una persecución posterior de varios jugadores interistas buscando a Navarro. La UEFA tomó medidas disciplinarias al respecto, imponiendo una sanción de 7 meses sin jugar en ninguna competición oficial a Navarro, y cuatro partidos para Marchena. Por parte del Inter, Burdisso y Maicon recibieron una sanción de seis partidos, Córdoba tres partidos y Julio Cruz dos. Además a ambos conjuntos se impuso una sanción económica de 155.772 euros (250.000 francos suizos).

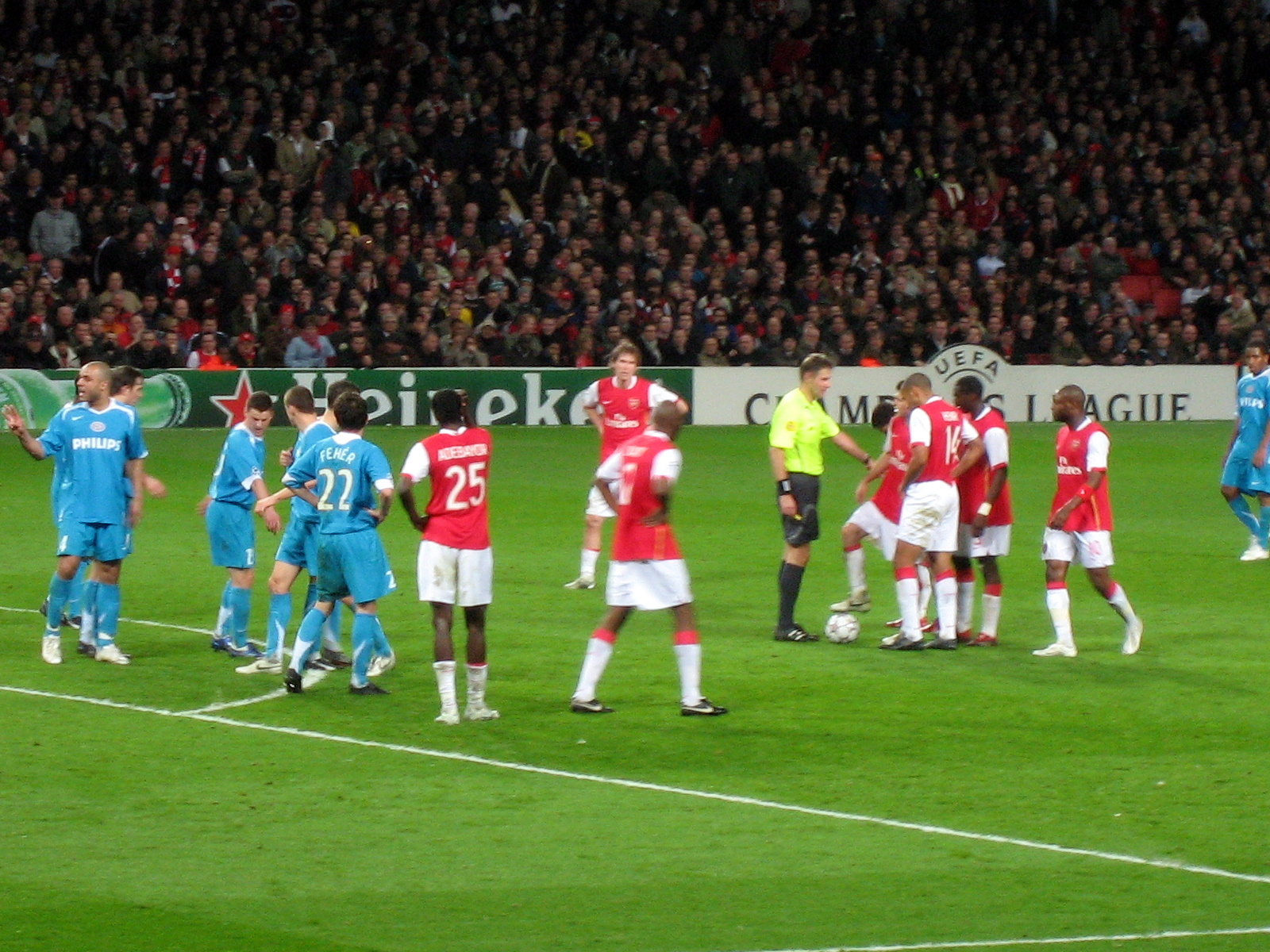
El Arsenal buscaba crear peligro a balón parado, pero finalmente cayó eliminado por un resultado agregado de 2-1. Imagen del partido de vuelta, vistiendo el Arsenal de rojo y el PSV de azul.

El Arsenal, finalista de la edición anterior de la competición, no pudo pasar de la eliminatoria de octavos de final, ante el PSV Eindhoven. En el partido de ida se vio sorprendido por un gol del ecuatoriano Edison Méndez, con un potente disparo desde fuera del área, en el minuto 61 de partido. Méndez se convertía así en el primer jugador de Ecuador en conseguir un gol en la Liga de Campeones europea, cuando ya había sido el primero en disputarla. El Arsenal dominó gran parte del encuentro, pero ninguno de sus jugadores pudo abrir el marcador de los neerlandeses. En la vuelta el Arsenal necesitaba un gol para forzar la prórroga de la eliminatoria, pero se encontró con los mismos problemas de la ida. Era capaz de genera jugadas de gol, pero no de culminarlas. Finalmente llegó el gol para los gunners, pero tuvo que ser mediante un autogol del defensa del PSV Alex, en un accidentado rebote. El Arsenal se volcó entonces en sentenciar la eliminatoria, pero de nuevo fue incapaz de trasladar al marcador su dominio en el terreno de juego. Y cuando corría el minuto 83, el propio Alex tuvo la oportunidad de enmendar su error, anotando el 1-1 que daba la clasificación al equipo de Ronald Koeman, pues con el gol fuera de casa el Arsenal necesitaba dos goles más para no caer eliminado. No llegó ninguno de esos goles en los pocos minutos que restaban, y el PSV accedió así a los cuartos de final.

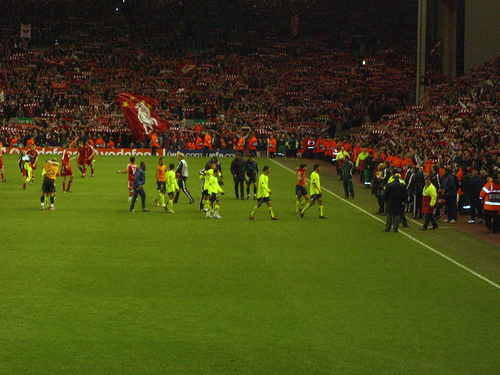
Los jugadores del Barcelona se marcharon al descanso del partido de vuelta con un empate a cero que les dejaba fuera de la competición. El Liverpool supo frenar el juego ofensivo rival y logró una meritoria clasificación.

Los dos últimos campeones de Europa en ese momento —Barcelona en 2006 y Liverpool en 2005— se cruzaron en octavos de final, disputándose el pase a cuartos. Dicha clasificación cayó del lado de los ingleses, continuando así la racha de eliminaciones de los vigentes campeones pues, hasta que el Real Madrid C. F. revalidó su título en 2017 , ningún club había logrado repetir el título continental consecutivamente desde el nacimiento de la nueva Liga de Campeones en 1992. El Barcelona comenzó adelantándose en el partido de ida, con un remate de cabeza de Deco a centro del italiano Zambrotta, y a continuación siguió intentando batir la portería rival y sentenciar la eliminatoria en su propio estadio. Pero poco a poco el Liverpool retomó el partido, y consiguió comenzar a acercarse a la portería del Barça, para conseguir empatar el partido con un cabezazo de Bellamy mal atajado por el portero Víctor Valdés. El empate no era un buen resultado para los locales, pero en su búsqueda en la segunda mitad del 2-1 recibieron el 1-2, con un fuerte disparo de Riise. Esta victoria como visitante obligaba a tener que remontar dos goles en la vuelta en Anfield. Y buscando esos dos goles se presentó el Barcelona con una alineación ofensiva, con solo tres defensas y la reaparición como titular de Eto'o, tras una larga lesión de rodilla. A pesar de ello el Liverpool supo frenar el juego rival, sin problemas en su defensa y con un gran peligro en sus jugadas de contraataque, con las que pudo haber marcado más de un gol antes del descanso, tras un par de remates a los postes. En la segunda parte entró desde el banquillo el islandés Eidur Guðjohnsen, que logró el 0-1 tras un pase rompiendo el fuera de juego de Xavi. Pero no llegó un segundo gol, y el Liverpool supo hacer valer su renta goleadora como visitante, certificando su pase a los cuartos de final.

### Octavos de final
El sorteo para decidir los emparejamientos de octavos de final se celebró el 15 de diciembre, en la sede de la UEFA en Nyon. Cada campeón de grupo tendría como rival a un segundo clasificado, con la ventaja de jugar el partido de vuelta como local, y con la restricción de no poder cruzarse dos conjuntos del mismo país o que ya se hubiesen enfrentado en la fase de grupos.
Los partidos de ida tuvieron lugar los días 20 y 21 de febrero, y los de vuelta el 6 y 7 de marzo.
| 21 de febrero de 2007, 20:45 (CET) | Roma | 0:0' | Olympique de Lyon | Est. Olímpico, Roma                                                    |  |
|                                    |      |      |                   | Asistencia: 80 000 espectadores Árbitro(s): Michael Riley (Inglaterra) |  |

| 6 de marzo de 2007, 20:45 (CET) | Olympique de Lyon | 0:2 (0:2) | Roma                    | Gerland, Lyon                                                               |                                                                             |
|                                 |                   |           | Totti 22' · Mancini 44' | Asistencia: 60 000 espectadores Árbitro(s): Manuel Mejuto González (España) | Asistencia: 60 000 espectadores Árbitro(s): Manuel Mejuto González (España) |

| 20 de febrero de 2007, 20:45 (CET) | Lille | 0:1 (0:0) | Manchester United | Félix Bollaert, Lens                                                      |                                                                           |
|                                    |       |           | Giggs 83'         | Asistencia: 30 000 espectadores Árbitro(s): Eric Braamhaar (Países Bajos) | Asistencia: 30 000 espectadores Árbitro(s): Eric Braamhaar (Países Bajos) |

| 7 de marzo de 2007, 19:45 (WET) | Manchester United | 1:0 (0:0) | Lille | Old Trafford, Mánchester                                                   |                                                                            |
|                                 | Larsson 72'       |           |       | Asistencia: 60 000 espectadores Árbitro(s): Luis Medina Cantalejo (España) | Asistencia: 60 000 espectadores Árbitro(s): Luis Medina Cantalejo (España) |

| 20 de febrero de 2007, 19:45 (WET) | Celtic | 0:0' | Milan | Celtic Park, Glasgow                                              |  |
|                                    |        |      |       | Asistencia: 50 000 espectadores Árbitro(s): Terge Hauge (Noruega) |  |

| 7 de marzo de 2007, 20:45 (CET) | Milan    | 1:0 (0:0, 0:0) | Celtic | Giuseppe Meazza, Milán                                              |                                                                     |
|                                 | Kaká 93' |                |        | Asistencia: 62 000 espectadores Árbitro(s): Konrad Plautz (Austria) | Asistencia: 62 000 espectadores Árbitro(s): Konrad Plautz (Austria) |

| 21 de febrero de 2007, 20:45 (CET) | Real Madrid                        | 3:2 (3:1) | Bayern Múnich              | Santiago Bernabéu, Madrid                                                |                                                                          |
|                                    | Raúl 10', 29' · van Nistelrooy 35' |           | Lúcio 23' · van Bommel 88' | Asistencia: 75 000 espectadores Árbitro(s): Frank de Bleeckere (Bélgica) | Asistencia: 75 000 espectadores Árbitro(s): Frank de Bleeckere (Bélgica) |

| 6 de marzo de 2007, 20:45 (CET) | Bayern Múnich         | 2:1 (1:0) | Real Madrid               | Fußball Arena München, Múnich                                         |                                                                       |
|                                 | Makaay 1' · Lúcio 66' |           | van Nistelrooy 82' (pen.) | Asistencia: 66 000 espectadores Árbitro(s): Ľuboš Micheľ (Eslovaquia) | Asistencia: 66 000 espectadores Árbitro(s): Ľuboš Micheľ (Eslovaquia) |

| 21 de febrero de 2007, 19:45 (WET) | Porto        | 1:1 (1:1) | Chelsea        | Estádio do Dragão, Oporto                                           |                                                                     |
|                                    | Meireles 12' |           | Shevchenko 17' | Asistencia: 52 000 espectadores Árbitro(s): Massimo Bussaca (Suiza) | Asistencia: 52 000 espectadores Árbitro(s): Massimo Bussaca (Suiza) |

| 6 de marzo de 2007, 19:45 (WET) | Chelsea                  | 2:1 (0:1) | Porto        | Stamford Bridge, Londres             |                                      |
|                                 | Robben 48' · Ballack 79' |           | Quaresma 15' | Árbitro(s): Roberto Rosetti (Italia) | Árbitro(s): Roberto Rosetti (Italia) |

| 21 de febrero de 2007, 20:45 (CET) | Inter                      | 2:2 (1:0) | Valencia              | Giuseppe Meazza, Milán                                              |                                                                     |
|                                    | Cambiasso 29' · Maicon 76' |           | Villa 64' · Silva 86' | Asistencia: 22.600 espectadores Árbitro(s): Martin Hansson (Suecia) | Asistencia: 22.600 espectadores Árbitro(s): Martin Hansson (Suecia) |

| 6 de marzo de 2007, 20:45 (CET) | Valencia | 0:0' | Inter | Mestalla, Valencia                                                    |  |
|                                 |          |      |       | Asistencia: 52 000 espectadores Árbitro(s): Wolfgang Stark (Alemania) |  |

| 20 de febrero de 2007, 20:45 (CET) | PSV        | 1:0 (0:0) | Arsenal | PSV Stadium, Eindhoven                   |                                          |
|                                    | Méndez 61' |           |         | Árbitro(s): Tom Henning Ovrebo (Noruega) | Árbitro(s): Tom Henning Ovrebo (Noruega) |

| 7 de marzo de 2007, 19:45 (WET) | Arsenal         | 1:1 (0:0) | PSV      | Arsenal Stadium, Londres             |                                      |
|                                 | Alex 58' (a.g.) |           | Alex 83' | Árbitro(s): Alain Hamer (Luxemburgo) | Árbitro(s): Alain Hamer (Luxemburgo) |

| 20 de febrero de 2007, 20:45 (CET) | Barcelona | 1:2 (1:1) | Liverpool               | Camp Nou, Barcelona                                                |                                                                    |
|                                    | Deco 14'  |           | Bellamy 43' · Riise 74' | Asistencia: 93.641 espectadores Árbitro(s): Kyros Vasaras (Grecia) | Asistencia: 93.641 espectadores Árbitro(s): Kyros Vasaras (Grecia) |

| 7 de marzo de 2007, 19:45 (WET) | Liverpool | 0:1 (0:0) | Barcelona      | Anfield, Liverpool                                                    |                                                                       |
|                                 |           |           | Guðjohnsen 75' | Asistencia: 42.579 espectadores Árbitro(s): Herbert Fandel (Alemania) | Asistencia: 42.579 espectadores Árbitro(s): Herbert Fandel (Alemania) |

### Cuartos de final
El sorteo para determinar los cuartos de final y determinar el cuadro hasta la final se celebró el 9 de marzo en el escenario de la final en Atenas. El sorteo fue puro y podían jugar todos contra todos. También se determinó el sorteo para las semifinales.
Los partidos de ida se disputaron el 3 y 4 de abril y los partidos de vuelta 10 y 11 de abril.
La Roma volvía a unos cuartos de final de la Copa de Europa 23 años después de la última vez, siendo además la primera en el formato de Liga de Campeones y se enfrentó al Manchester United. Por ello los romanistas afrontaban los que eran en palabras de su entrenador, Luciano Spalletti, los partidos más importantes en la historia de la entidad; y para el capitán Francesco Totti, más importante aún para él que la final de la Copa Mundial de Fútbol de 2006. Y así lo pudo demostrar en el partido de ida, en el que dominó el juego, sobre todo tras la expulsión de Paul Scholes, en el minuto 35 de la primera mitad. Poco antes de llegar al descanso consiguió adelantarse, pero en la segunda mitad Rooney anotó un valioso gol que hacía que la eliminatoria se tuviese que decidir en la vuelta, sobre suelo inglés. La Roma logró una ventaja mínima poco después, de 2-1, pero al acabar el encuentro las sensaciones eran de haber tenido una gran oportunidad de llegar con una mayor ventaja a Old Trafford. En la vuelta, el Manchester salió en tromba a por la eliminatoria, consiguiendo en tan solo 19 minutos una ventaja de 3-0, haciendo gala de una gran superioridad ofensiva. Al descanso llegaron con un 4-0 en el marcador, tras marcar Cristiano Ronaldo, y con las esperanzas romanas prácticamente agotadas. En la segunda mitad todavía llegarían dos goles más, los segundos de Ronaldo y de Carrick en sus cuentas individuales, antes de que De Rossi pudiese marcar el gol del honor. En el minuto 81 llegó el 7-1 final, que significaba la mayor goleada en un único partido en una eliminatoria de la segunda fase de la Liga de Campeones (superado por el 7-0 del Bayern Múnich al Basel 5 años después y el 7-0 del Bayern nuevamente al Shaktar Donetsk en 2015), así como la clasificación del Manchester a las semifinales, a la vez que su presentación como gran candidato al título.
Milan y Bayern de Múnich llegaban a los cuartos de final con una situación muy complicada en sus ligas locales para lograr el título, por lo que la Liga de Campeones se veía como la gran oportunidad de salvar la temporada para los dos. Al igual que en los octavos de final, el Bayern disputaba el partido de ida en campo ajeno, y también como en la eliminatoria contra el Real Madrid salvó un complicado partido, consiguiendo un gran resultado que le ponía de cara la eliminatoria de cara el partido de vuelta a jugar en el Allianz Arena. El Milan se adelantó mediante un cabezazo de Pirlo en la primera mitad, pero tras el descanso perdonó a los alemanes desperdiciando varias buenas ocasiones. Fue entonces cuando Van Buyten empató la ida a un gol y dejaba muy tocados a los milanistas, que minutos después se encontraron con un penalti muy discutido que no desaprovechó Kaká. Y en la última jugada del encuentro, con los jugadores del Milan pidiendo al árbitro que diese por concluido el encuentro, de nuevo Van Buyten logró poner el empate en el marcador. Pero el Bayern no pudo imponerse como local en la vuelta, como había hecho contra el Madrid. Jugó con la misma intensidad desde el principio, creando buenas ocasiones, pero la contra rossoneri sentenció la eliminatoria en la primera mitad, con un contundente disparo de Seedorf tras una jugada individual y con un gol en fuera de juego de Inzaghi. En la segunda parte el Milan se limitó a controlar el partido y evitar el rápido y peligroso juego del Bayern, logrando así el 4-2 final que le daba la clasificación a las semifinales.
El Chelsea se presentó en la ida de los cuartos de final, disputada en su estadio de Stamford Bridge, con la intención de encarrilar el pase a las semifinales, ya que hasta el momento había vencido en todos los partidos como local en la competición. El Valencia sin embargo quería intentar que la eliminatoria se decidiese en Mestalla, donde había logrado eliminar al Inter, ya que solo un equipo había podido vencer al Chelsea como visitante, el Barcelona, en la edición anterior. Y las cosas se le pusieron de cara a los valencianistas con el gol de Silva, un fuerte zurdazo desde fuera del área, a la media hora de la primera parte. Ambos equipos habían tenido buenas oportunidades antes, y cualquiera podía haberse llevado la victoria, pero tras el descanso Drogba le ganó la partida a su defensor, Roberto Ayala, y estableció el 1-1 en el marcador. Este resultado, sin embargo, dejaba como favorito al Valencia de cara a la vuelta, según el entrenador del Chelsea, el portugués José Mourinho. En el segundo partido el Valencia se adelantó de nuevo, merced a un gol de Morientes, que disputaba el encuentro con una luxación de hombro. Pero en la segunda parte el Chelsea dejó patente su superioridad física, consiguiendo el empate por medio de Shevchenko y acorralando a los valencianos en su propio campo. Los locales trataron de aguantar el resultado hasta la prórroga, pero justo cuando se cumplía el último minuto de juego Michael Essien batió la portería de Cañizares, dejando al equipo español apeado de la competición.
El PSV y el Liverpool se cruzaron en los cuartos de final, después de eliminar a los últimos finalistas, el Arsenal y el Barcelona, respectivamente. Ambos se habían encontrado ya en la primera fase de grupos, con un empate en el campo del PSV, y una victoria del Liverpool en Anfield, por lo que los ingleses parecían partir con cierto favoritismo. Dicho favoritismo se confirmó en el partido de ida, disputado en el Philips Stadion, en el que el Liverpool sentenció la eliminatoria con un claro 0-3. El partido comenzó con cierta igualdad, tratando ambos conjuntos no cometer ningún error. Pero a partir del gol de Gerrard en la primera mitad, el Liverpool pudo tomar un mayor control del encuentro. Los goles de la sentencia llegaron en la segunda parte, con un fuerte zurdazo de Riise al poco de empezar, y con el tercero de Crouch. Con tal resultado, el partido de vuelta se presentaba como un trámite para el Liverpool, antes de las semifinales. Su entrenador, Rafa Benítez reservó a varios titulares en el banquillo, mientras que los de Ronald Koeman llegaban con muchas bajas y sin demasiada confianza en la remontada. A pesar de ello en la primera parte se pudieron ver numerosas jugadas de peligro, aunque sin concretarse en ningún gol. Y si los neerlandeses tenían todavía esperanzas en la remontada, éstas se esfumaron con la expulsión directa de Marcellis, en la segunda parte, y con el gol de Crouch tan solo tres minutos después. Así el partido acabó con otra victoria del Liverpool y con su pase a semifinales.
| 4 de abril de 2007, 20:45 (CET) | Roma                     | 2:1 (1:0) | Manchester United | Estadio Olímpico, Roma                                                |                                                                       |
|                                 | Taddei 44' · Vučinić 66' |           | Rooney 60'        | Asistencia: 70 000 espectadores Árbitro(s): Herbert Fandel (Alemania) | Asistencia: 70 000 espectadores Árbitro(s): Herbert Fandel (Alemania) |

| 10 de abril de 2007, 19:45 (WET) | Manchester United                                                                 | 7:1 (4:0) | Roma         | Old Trafford, Mánchester                                              |                                                                       |
|                                  | Carrick 11', 60' · Smith 16' · Rooney 18' · Cristiano Ronaldo 44', 49' · Evra 81' |           | De Rossi 69' | Asistencia: 68 000 espectadores Árbitro(s): Ľuboš Michel (Eslovaquia) | Asistencia: 68 000 espectadores Árbitro(s): Ľuboš Michel (Eslovaquia) |

| 3 de abril de 2007, 20:45 (CET) | Milan                       | 2:2 (1:0) | Bayern Múnich         | Giuseppe Meazza, Milán                                            |                                                                   |
|                                 | Pirlo 40' · Kaká 84' (pen.) |           | van Buyten 78', 90+3' | Asistencia: 67 000 espectadores Árbitro(s): Yuri Baskakov (Rusia) | Asistencia: 67 000 espectadores Árbitro(s): Yuri Baskakov (Rusia) |

| 11 de abril de 2007, 20:45 (CET) | Bayern Múnich | 0:2 (0:2) | Milan                     | Fußball Arena München, Múnich                                               |                                                                             |
|                                  |               |           | Seedorf 27' · Inzaghi 31' | Asistencia: 68 000 espectadores Árbitro(s): Manuel Mejuto González (España) | Asistencia: 68 000 espectadores Árbitro(s): Manuel Mejuto González (España) |

| 4 de abril de 2007, 19:45 (WET) | Chelsea    | 1:1 (0:1) | Valencia  | Stamford Bridge, Londres                                                 |                                                                          |
|                                 | Drogba 53' |           | Silva 30' | Asistencia: 42 000 espectadores Árbitro(s): Frank de Bleeckere (Bélgica) | Asistencia: 42 000 espectadores Árbitro(s): Frank de Bleeckere (Bélgica) |

| 10 de abril de 2007, 20:45 (CET) | Valencia      | 1:2 (1:0) | Chelsea                     | Mestalla, Valencia                                                  |                                                                     |
|                                  | Morientes 32' |           | Shevchenko 52' · Essien 90' | Asistencia: 50 000 espectadores Árbitro(s): Kyros Vassaras (Grecia) | Asistencia: 50 000 espectadores Árbitro(s): Kyros Vassaras (Grecia) |

| 3 de abril de 2007, 20:45 (CET) | PSV | 0:3 (0:1) | Liverpool                            | PSV Stadium, Eindhoven                                               |                                                                      |
|                                 |     |           | Gerrard 27' · Riise 49' · Crouch 63' | Asistencia: 35 000 espectadores Árbitro(s): Bertrand Layec (Francia) | Asistencia: 35 000 espectadores Árbitro(s): Bertrand Layec (Francia) |

| 11 de abril de 2007, 19:45 (WET) | Liverpool  | 1:0 (0:0) | PSV | Anfield, Liverpool                                                   |                                                                      |
|                                  | Crouch 67' |           |     | Asistencia: 43 000 espectadores Árbitro(s): Roberto Rosetti (Italia) | Asistencia: 43 000 espectadores Árbitro(s): Roberto Rosetti (Italia) |

### Semifinales
Los partidos de ida se disputaron el 24 y 25 de abril y los partidos de vuelta el 1 y 2 de mayo.
Milan y Manchester se cruzaron en semifinales en un buen momento de forma para ambos en la primera semifinal. El Milan comenzaba a retomar el vuelo en la liga italiana, volviendo a los puestos clasificatorios para Liga de Campeones, mientras que el Manchester seguía líder de la Premier League y venía de imponerse por un contundente 7-1 a la Roma en los cuartos de final. El equipo inglés ya había demostrado que subía mucho su nivel cuando jugaba en Old Trafford, por ello en el partido de ida resultaba clave para ellos lograr una ventaja de cara a la visita a San Siro. Dicha ventaja llegó con tan solo cinco minutos disputados, con un gol de Cristiano Ronaldo tras el lanzamiento de un saque de esquina. Tras varias ocasiones más para los de Mánchester, el Milan comprobó que el poderío ofensivo inglés no era tal en su línea defensiva. Kaká dio la vuelta al marcador antes de que acabase la primera mitad con dos grandes jugadas individuales. El Manchester se encontraba en el descanso con un resultado nada bueno para sus intereses, por lo que se lanzó a por la remontada en la segunda mitad. Rooney logró el empate en el 59', pero el resultado seguía favoreciendo a los italianos, que intentaron mantener el empate hasta el final de partido. Las ocasiones de los red devils se sucedieron, y el gol buscado llegó finalmente en tiempo de descuento, con un disparo desde fuera del área de Rooney. Sin embargo el partido de vuelta se presentó totalmente distinto. Con la mínima ventaja, el Manchester no jugó al ataque como hizo en su campo, y el Milan controló el juego desde el inicio. Un solo gol le ponía por delante en la eliminatoria, gol que llegó por medio de Kaká a los once minutos. Los milanistas cada vez que se enfrentaban a la defensa inglesa mostraban peligro, y los visitantes no daban señales de poder remontar la eliminatoria de nuevo. Seedorf puso el 2-0 a la media hora de encuentro, y con la eliminatoria totalmente controlada, Gilardino culminó un contraataque sin oposición defensiva, certificando el 3-0 final. 
El jugador inglés, Alan Ball, campeón del mundo en 1966, falleció tras la finalización del encuentro de ida.
El enfrentamiento de las segundas semifinales entre el Chelsea y el Liverpool aseguraba de antemano la presencia de un equipo inglés en la final de Atenas. Ambos se habían enfrentado por última vez por eliminatoria en Liga de Campeones en las semifinales de 2005 (en 2006 fue por fase de grupos), con clasificación para los de Liverpool y posteriormente victoria en la final. Sin embargo en esta ocasión los londinenses llegaban como favoritos, como demostraron en el partido de ida en Stamford Bridge. El Chelsea se impuso por 1-0, con el gol de Joe Cole a los 29 minutos de la primera mitad, después de un contraataque llevado por Didier Drogba. Y el resultado pudo haber sido más amplio, con varias ocasiones claras no convertidas por los delanteros del Chelsea, expecialmente un potente tiro en el minuto 80 de Lampard atajado por el meta Pepe Reina. El ajustado resultado permitió que el Liverpool llegase con opciones al partido de vuelta, en el que demostró que cuando juega como local es capaz de obtener mejores resultados. En una temprana jugada de saque de esquina, el defensa Agger igualó la eliminatoria. Ambos equipos trataron de deshacer el empate, pero finalmente se tuvo que jugar el tiempo extra de la prórroga, en el que sin embargo tampoco se movió el marcador. En la tanda de penaltis para decidir el finalista, el guardameta del Liverpool, Reina, cobró protagonismo, al ser capaz de detener dos lanzamientos y materializar la clasificación para la final del Liverpool, cuyos jugadores no fallaron ninguno de sus penaltis.
| 24 de abril de 2007, 19:45 (WET) | Manchester United                        | 3:2 (1:2) | Milan         | Old Trafford, Mánchester                                            |                                                                     |
|                                  | Cristiano Ronaldo 5' · Rooney 59', 90+1' |           | Kaká 22', 37' | Asistencia: 68 000 espectadores Árbitro(s): Kyros Vassaras (Grecia) | Asistencia: 68 000 espectadores Árbitro(s): Kyros Vassaras (Grecia) |

| 2 de mayo de 2007, 20:45 (CEST) | Milan                                  | 3:0 (2:0) | Manchester United | Giuseppe Meazza, Milán                                                   |                                                                          |
|                                 | Kaká 11' · Seedorf 30' · Gilardino 78' |           |                   | Asistencia: 65.700 espectadores Árbitro(s): Frank de Bleeckere (Bélgica) | Asistencia: 65.700 espectadores Árbitro(s): Frank de Bleeckere (Bélgica) |

| 25 de abril de 2007, 20:45 (CET) | Chelsea     | 1:0 (1:0) | Liverpool | Stamford Bridge, Londres                                           |                                                                    |
|                                  | J. Cole 29' |           |           | Asistencia: 42 000 espectadores Árbitro(s): Markus Merk (Alemania) | Asistencia: 42 000 espectadores Árbitro(s): Markus Merk (Alemania) |

| 1 de mayo de 2007, 20:45 (CET) | Liverpool                             | 1:0 (1:0,1:0) (4:1 p.)     | Chelsea                   | Anfield, Liverpool                                                          |                                                                             |
|                                | Agger 22'                             |                            |                           | Asistencia: 43 000 espectadores Árbitro(s): Manuel Mejuto González (España) | Asistencia: 43 000 espectadores Árbitro(s): Manuel Mejuto González (España) |
|                                |                                       | Tiros desde el punto penal |                           |                                                                             |                                                                             |
|                                | Zenden · Xabi Alonso · Gerrard · Kuyt |                            | Robben · Lampard · Geremi |                                                                             |                                                                             |

## Final
El partido final se disputó el 23 de mayo, en el Estadio Olímpico de Atenas, el Spyros Louis. Los dos equipos que la disputaron, Liverpool y Milan, eran dos de los grandes dominadores de la competición a lo largo de su historia. Ambos eran los equipos más laureados, por detrás del Real Madrid, con cinco y seis títulos respectivamente, antes de la disputa del partido. El Milan ya sabía lo que era alzarse campeón en la capital griega, pues trece años antes había vencido en el mismo estadio por 4-0 al Fútbol Club Barcelona. Sin embargo, hacía solo dos temporadas que había perdido otra final justamente contra el Liverpool, después de caer en la tanda de penales, después del empate final a tres goles.
El Milan disputó la final con su segunda indumentaria, completamente blanca, mientras que el Liverpool vistió su clásico primer uniforme, todo rojo. La curiosidad es que a pesar de esto el Liverpool no disfrutaba de la condición de local, sino el Milan, que decidió usar la camiseta blanca, ya que según ellos le traía mejor suerte, pues con dicha camiseta habían ganado cinco de sus seis campeonatos europeos, aunque en la final de dos años atrás también perdieron vestidos de blanco. El Liverpool, por su parte, había conseguido la totalidad de sus Copas de Europa vestido de rojo.
El partido comenzó con un Liverpool que pretendía evitar el juego milanista en el centro del campo. Así se vieron muy pocas jugadas de ataque durante la primera mitad, pues el Milan parecía incapaz de penetrar en el sistema defensivo de los ingleses, y éstos limitaban su juego ofensivo a rápidas jugadas de contraataque, sin demasiada profundidad. Los disparos más peligrosos fueron desde fuera del área, que no encontraron la portería, por parte de Xabi Alonso, Gerrard o Riise. Pero cuando acababa la primera mitad el Milan realizó su único acercamiento a la portería del Liverpool, con una falta forzada al borde del área. Pirlo lanzó el tiro libre directo, y este fue desviado por el hombro de Inzaghi que no fue pitado como mano por el árbitro, haciendo inútil la estirada del guardameta Pepe Reina. Así se llegó al descanso con 0-1 en el marcador.
En la segunda mitad el Liverpool se armó de paciencia para tratar de empatar el encuentro. Sin embargo, no eran numerosas las ocasiones, pues Kuyt, como delantero centro, veía como la pareja de centrales milanista impedían su juego de espaldas y aéreo. Las bandas de Zenden y Pennant tampoco lograban desequilibrar y ofrecer centros peligrosos al área. La jugada de mayor peligro se produjo en el minuto 62, cuando Gerrard consiguió disputar un mano a mano ante el portero Dida, que pudo atajar con el pie. La sentencia del Milan pareció llegar veinte minutos después, con un pase entre líneas a Inzaghi, que regateó a Reina y estableció el 0-2. Dos años antes el Liverpool había logrado remontar un 0-3 al Milan, sin embargo en esta ocasión todo indicaba que ya era demasiada tarde para igualar el marcador. Los ingleses recuperaron algo de esperanza cuando Kuyt remató de cabeza a gol un saque de esquina, pero ya corría el minuto 89. El Milan aguantó los tres minutos de descuento para volver a proclamarse campeón de Europa, después de su última victoria en 2003.
El capitán milanista, Paolo Maldini subió al palco de autoridades del estadio para recibir el séptimo trofeo para la escuadra rossonera. En los últimos años el trofeo se había entregado a pie de campo, pero con la llegada a la presidencia de la UEFA de Michel Platini se recuperó la antigua tradición de recogerla en el palco, tal y como había hecho el Sevilla una semana antes con la Copa de la UEFA. Para Maldini era su quinto título europeo individual en ocho finales disputadas.

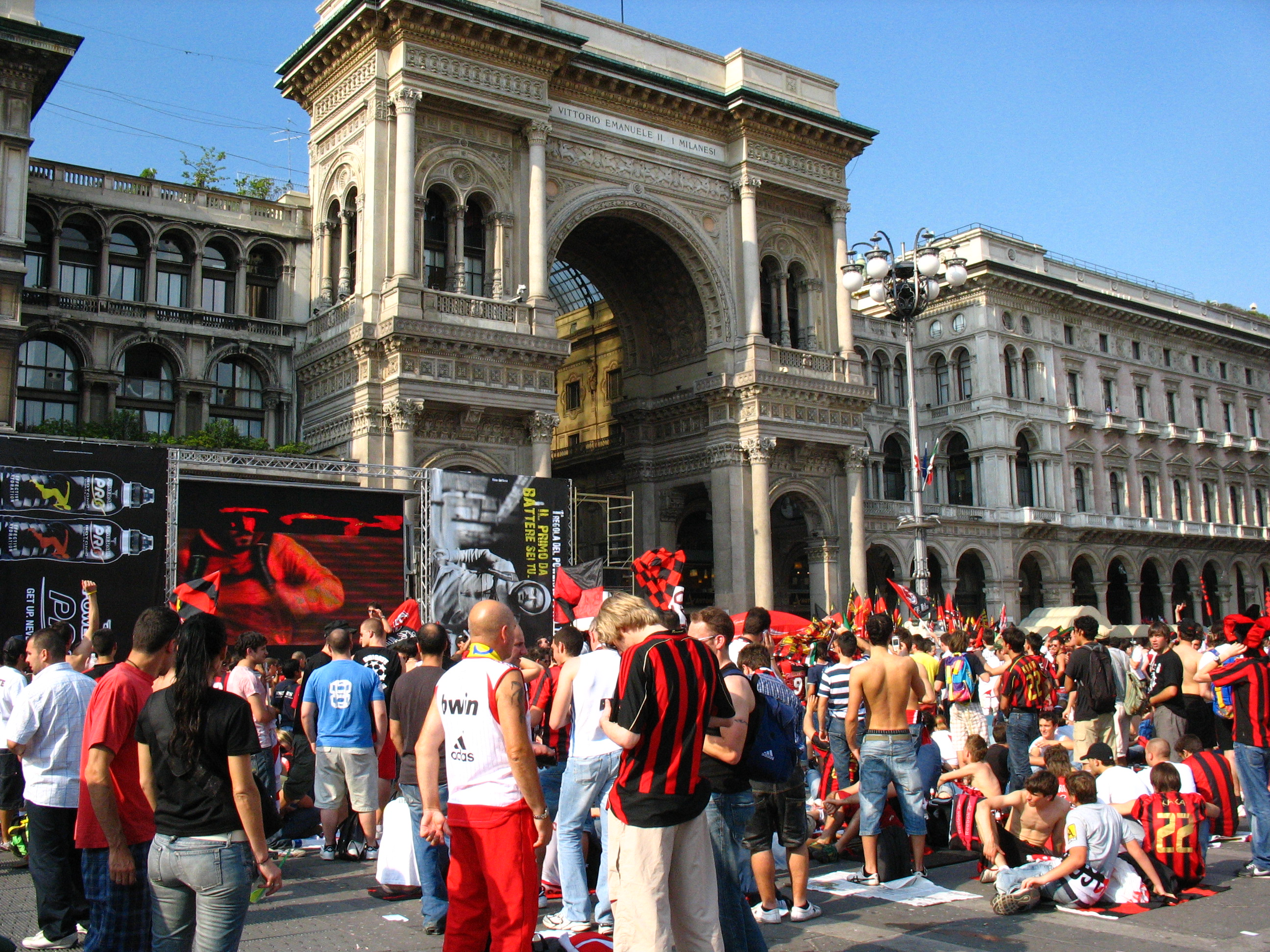
En Milán el partido fue seguido en directo desde la Plaza del Duomo.

| 1          | POR        | Dida              |       |
| 44         | DEF        | Massimo Oddo      |       |
| 13         | DEF        | Alessandro Nesta  |       |
| 3          | DEF        | Paolo Maldini     |       |
| 18         | DEF        | Marek Jankulovski | 80'   |
| 8          | MED        | Gennaro Gattuso   |       |
| 21         | MED        | Andrea Pirlo      |       |
| 23         | MED        | Massimo Ambrosini |       |
| 10         | MED        | Clarence Seedorf  | 90+2' |
| 22         | MED        | Kaká              |       |
| 9          | DEL        | Filippo Inzaghi   | 88'   |
| Entrenador | Entrenador | Carlo Ancelotti   |       |

| 25         | POR        | José Reina        |     |
| 3          | DEF        | Steve Finnan      | 88' |
| 23         | DEF        | Jamie Carragher   |     |
| 5          | DEF        | Daniel Agger      |     |
| 6          | DEF        | John Arne Riise   |     |
| 16         | MED        | Jermaine Pennant  |     |
| 14         | MED        | Xabi Alonso       |     |
| 20         | MED        | Javier Mascherano | 78' |
| 32         | MED        | Boudewijn Zenden  | 59' |
| 8          | MED        | Steven Gerrard    |     |
| 18         | DEL        | Dirk Kuyt         |     |
| Entrenador | Entrenador | Rafael Benítez    |     |

| 4  | DEF | Kakha Kaladze     | 80'   |
| 11 | DEL | Alberto Gilardino | 88'   |
| 19 | DEF | Giuseppe Favalli  | 90+2' |

| 7  | MED | Harry Kewell   | 59' |
| 15 | DEL | Peter Crouch   | 78' |
| 2  | DEF | Álvaro Arbeloa | 88' |

| Anotado | 45' | Filippo Inzaghi | 1–0 |
| Anotado | 82' | Filippo Inzaghi | 2–0 |

| Anotado | 89' | Dirk Kuyt | 2–1 |

| Amonestado | 40' | Gennaro Gattuso   |
| Amonestado | 54' | Marek Jankulovski |

| Amonestado | 58' | Javier Mascherano |
| Amonestado | 60' | Jamie Carragher   |

| Árbitro             | Herbert Fandel |
| Árbitros asistentes | Carsten Kadach |
| Árbitros asistentes | Volker Mezel   |
| Cuarto árbitro      | Florian Meyer  |
| Observador árbitros | Bo Karlsson    |

| 1          | POR        | Dida              |       |
| 44         | DEF        | Massimo Oddo      |       |
| 13         | DEF        | Alessandro Nesta  |       |
| 3          | DEF        | Paolo Maldini     |       |
| 18         | DEF        | Marek Jankulovski | 80'   |
| 8          | MED        | Gennaro Gattuso   |       |
| 21         | MED        | Andrea Pirlo      |       |
| 23         | MED        | Massimo Ambrosini |       |
| 10         | MED        | Clarence Seedorf  | 90+2' |
| 22         | MED        | Kaká              |       |
| 9          | DEL        | Filippo Inzaghi   | 88'   |
| Entrenador | Entrenador | Carlo Ancelotti   |       |

| 25         | POR        | José Reina        |     |
| 3          | DEF        | Steve Finnan      | 88' |
| 23         | DEF        | Jamie Carragher   |     |
| 5          | DEF        | Daniel Agger      |     |
| 6          | DEF        | John Arne Riise   |     |
| 16         | MED        | Jermaine Pennant  |     |
| 14         | MED        | Xabi Alonso       |     |
| 20         | MED        | Javier Mascherano | 78' |
| 32         | MED        | Boudewijn Zenden  | 59' |
| 8          | MED        | Steven Gerrard    |     |
| 18         | DEL        | Dirk Kuyt         |     |
| Entrenador | Entrenador | Rafael Benítez    |     |

| 4  | DEF | Kakha Kaladze     | 80'   |
| 11 | DEL | Alberto Gilardino | 88'   |
| 19 | DEF | Giuseppe Favalli  | 90+2' |

| 7  | MED | Harry Kewell   | 59' |
| 15 | DEL | Peter Crouch   | 78' |
| 2  | DEF | Álvaro Arbeloa | 88' |

| Anotado | 45' | Filippo Inzaghi | 1–0 |
| Anotado | 82' | Filippo Inzaghi | 2–0 |

| Anotado | 89' | Dirk Kuyt | 2–1 |

| Amonestado | 40' | Gennaro Gattuso   |
| Amonestado | 54' | Marek Jankulovski |

| Amonestado | 58' | Javier Mascherano |
| Amonestado | 60' | Jamie Carragher   |

| Árbitro             | Herbert Fandel |
| Árbitros asistentes | Carsten Kadach |
| Árbitros asistentes | Volker Mezel   |
| Cuarto árbitro      | Florian Meyer  |
| Observador árbitros | Bo Karlsson    |

| \| Estadísticas \| Milan \| Liverpool \| \| Tiros \| 4 \| 10 \| \| Tiros a puerta \| 3 \| 4 \| \| Faltas \| 15 \| 27 \| \| Tiros de esquina \| 4 \| 6 \| \| Penaltis \| 0 \| 0 \| \| Posesión del balón \| 53% \| 47% \| | Alineación inicial |           |
| Estadísticas | Milan              | Liverpool |
| Tiros | 4                  | 10        |
| Tiros a puerta | 3                  | 4         |
| Faltas | 15                 | 27        |
| Tiros de esquina | 4                  | 6         |
| Penaltis | 0                  | 0         |
| Posesión del balón | 53%                | 47%       |

|                                |
| Bandera de Italia              |
| Campeón A. C. Milan 7.º título |

## Rendimiento general
| Pos. | Equipo               | Pts. | PJ | G | E | P | GF | GC | Dif. | Rend.  |
| ---- | -------------------- | ---- | -- | - | - | - | -- | -- | ---- | ------ |
| 1    | Milan                | 24   | 13 | 7 | 3 | 3 | 20 | 10 | +10  | 61.54% |
| 2    | Liverpool            | 25   | 13 | 8 | 1 | 4 | 19 | 10 | +9   | 64.1%  |
|      |                      |      |    |   |   |   |    |    |      |        |
| 3    | Manchester United    | 24   | 12 | 8 | 0 | 4 | 23 | 13 | +10  | 66.67% |
| 4    | Chelsea              | 24   | 12 | 7 | 3 | 2 | 17 | 9  | +8   | 66.67% |
|      |                      |      |    |   |   |   |    |    |      |        |
| 5    | Roma                 | 17   | 10 | 5 | 2 | 3 | 13 | 12 | +1   | 56.67% |
| 6    | Bayern Múnich        | 16   | 10 | 4 | 4 | 2 | 16 | 11 | +5   | 53.33% |
| 7    | Valencia             | 16   | 10 | 4 | 4 | 2 | 16 | 11 | +5   | 53.33% |
| 8    | PSV Eindhoven        | 14   | 10 | 4 | 2 | 4 | 8  | 11 | −3   | 46.67% |
|      |                      |      |    |   |   |   |    |    |      |        |
| 9    | Olympique de Lyon    | 15   | 8  | 4 | 3 | 1 | 12 | 5  | +7   | 62.5%  |
| 10   | Barcelona            | 14   | 8  | 4 | 2 | 2 | 14 | 6  | +8   | 58.33% |
| 11   | Real Madrid          | 14   | 8  | 4 | 2 | 2 | 18 | 12 | +6   | 58.33% |
| 12   | Porto                | 12   | 8  | 3 | 3 | 2 | 11 | 7  | +4   | 50%    |
| 13   | Arsenal              | 12   | 8  | 3 | 3 | 2 | 8  | 5  | +3   | 50%    |
| 14   | Inter de Milán       | 12   | 8  | 3 | 3 | 2 | 7  | 7  | 0    | 50%    |
| 15   | Celtic               | 10   | 8  | 3 | 1 | 4 | 8  | 10 | −2   | 41.67% |
| 16   | Lille                | 9    | 8  | 2 | 3 | 3 | 8  | 7  | +1   | 37.5%  |
|      |                      |      |    |   |   |   |    |    |      |        |
| 17   | Werder Bremen        | 10   | 6  | 3 | 1 | 2 | 7  | 5  | +2   | 55.56% |
| 18   | CSKA Moscú           | 8    | 6  | 2 | 2 | 2 | 4  | 5  | −1   | 44.44% |
| 19   | AEK Atenas           | 8    | 6  | 2 | 2 | 2 | 6  | 9  | −3   | 44.44% |
| 20   | Benfica              | 7    | 6  | 2 | 1 | 3 | 7  | 8  | −1   | 38.89% |
| 21   | Girondins de Burdeos | 7    | 6  | 2 | 1 | 3 | 6  | 7  | −1   | 38.89% |
| 22   | Copenhague           | 7    | 6  | 2 | 1 | 3 | 5  | 8  | −3   | 38.89% |
| 23   | Shakhtar Donetsk     | 6    | 6  | 1 | 3 | 2 | 6  | 11 | −5   | 33.33% |
| 24   | Sporting de Lisboa   | 5    | 6  | 1 | 2 | 3 | 3  | 6  | −3   | 27.78% |
| 25   | Spartak de Moscú     | 5    | 6  | 1 | 2 | 3 | 7  | 11 | −4   | 27.78% |
| 26   | Steaua de Bucarest   | 5    | 6  | 1 | 2 | 3 | 7  | 11 | −4   | 27.78% |
| 27   | Anderlecht           | 4    | 6  | 0 | 4 | 2 | 7  | 11 | −4   | 22.22% |
| 28   | Galatasaray          | 4    | 6  | 1 | 1 | 4 | 7  | 12 | −5   | 22.22% |
| 29   | Olympiacos           | 3    | 6  | 0 | 3 | 3 | 6  | 11 | −5   | 16.67% |
| 30   | Hamburgo             | 3    | 6  | 1 | 0 | 5 | 7  | 15 | −8   | 16.67% |
| 31   | Dinamo de Kiev       | 2    | 6  | 0 | 2 | 4 | 5  | 16 | −11  | 11.11% |
| 32   | Levski Sofía         | 0    | 6  | 0 | 0 | 6 | 1  | 17 | −16  | 0%     |

## Máximos goleadores
El jugador con mayor número de goles en la competición, en cuya cuenta no se incluyen los goles marcados durante las eliminatorias previas de clasificación, fue el brasileño Kaká, centrocampista del AC Milan, por lo que también pudo celebrar la conquista del trofeo. Muchos de los goles obtenidos fueron además decisivos para la clasificación de su equipo a lo largo de las distintas eliminatorias de la competición, como los dos goles obtenidos en Old Trafford, marcados en jugadas individuales, en las semifinales ante el Manchester United. Por todo ello fue también designado mejor jugador del torneo por los lectores de la página web oficial de la UEFA. Los siguientes clasificados en la tabla de goleadores quedaron lejos de los diez goles del brasileño, concretamente con seis goles. Ellos fueron el inglés Peter Crouch, que llegó a la final con el Liverpool; Didier Drogba, que disputó las semifinales con el Chelsea; Fernando Morientes, alcanzando los cuartos de final; y Ruud van Nistelrooy, eliminado en octavos de final.

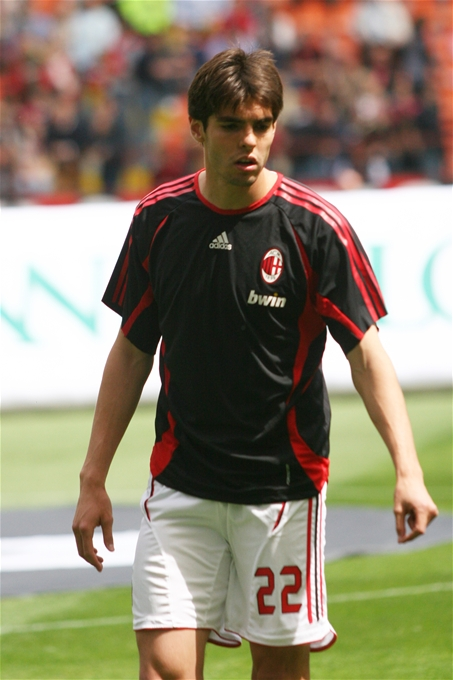
Ricardo Izecson dos Santos Leite, futbolísticamente conocido como Kaká, fue el máximo goleador de la competición.

| Jugador             | Equipo            | Goles |
| ------------------- | ----------------- | ----- |
| Kaká                | Milan             | 10    |
| Peter Crouch        | Liverpool         | 6     |
| Didier Drogba       | Chelsea           | 6     |
| Fernando Morientes  | Valencia          | 6     |
| Ruud van Nistelrooy | Real Madrid       | 6     |
| Raúl González       | Real Madrid       | 5     |
| Nicolae Dică        | Steaua Bucarest   | 4     |
| Filippo Inzaghi     | Milan             | 4     |
| Claudio Pizarro     | Bayern Múnich     | 4     |
| Wayne Rooney        | Manchester United | 4     |
| Louis Saha          | Manchester United | 4     |
| Francesco Totti     | Roma              | 4     |
| David Villa         | Valencia          | 4     |